# Preußischer Hofstaat
Der preußische Hofstaat war das dienstverrichtende personelle Gefüge im Umfeld der Familie der Hohenzollern. Die allgemein als preußischer Hof, manchmal auch Berliner Hof bezeichnete Institution bestand in der Regel aus knapp 500 bis deutlich über 1000 Personen. Mehrere dutzend Schlossimmobilien samt Gartenanlagen mit diversen Funktionalgebäuden gehörten ebenso zum Hofstaatsgefüge, wie der Marstall, die königliche Hofoper oder das Berliner Schauspielhaus. Auch frühe schriftbasierte Organisationen wie das Kammergericht, die die Keimzelle der preußischen Staatsverwaltung bildeten, waren zunächst höfische Institutionen. Der brandenburgisch-preußische Hofstaat entstand 1415 mit der Übertragung der brandenburgischen Kurfürstenwürde auf die Dynastie der Hohenzollern und wurde im Zuge der Novemberrevolution 1918 als öffentliche Institution aufgelöst.

## Allgemeines
Das funktionale wie repräsentative Zentrum der Hohenzollernmonarchie war der Hofstaat, der in Preußen aus dem Hof des Königs sowie den Hofstaaten seiner Familienmitglieder bestand. Die Summe der zeitlich parallel existierenden, mitunter mehr als zwanzig Hofstaaten bildet den preußischen Hof. Die Mitglieder der einzelnen Hofstaaten umgaben den Hofinhaber als Bedienstete in deren Alltagsangelegenheiten wie auch an Festtagen. Das Tätigkeitsspektrum der Mitglieder des preußischen Hofstaats deckte alle politischen, repräsentativen und familiären Unternehmungen ab.
Das lokalisierte Zentrum des (brandenburgisch-)preußischen Hofs war seit dem ausgehenden 15. Jahrhundert das neu errichtete Berliner Stadtschloss, in dem alle vorhandenen Behörden wie das Kammergericht oder die Hofkanzlei untergebracht wurden. Die innenpolitischen Verhältnisse im Spätmittelalter waren noch nicht gefestigt und es gab mehrere Orte in der Mark Brandenburg, die eine Residenzfunktion aufwiesen, so zum Beispiel Tangermünde und Spandau. Den Zuschlag als Hauptresidenz erhielt Berlin-Cölln durch die Herrscher der Hohenzollerndynastie, weil es voll an den Fernhandel angeschlossen war und die Bedürfnisse eines Hofstaates befriedigen konnte, für die es an der Spree auch bereits ein stark spezifiziertes Handwerk gab.
Der Hof bestand nicht nur aus der Herrscherfamilie der Hohenzollern, sondern auch aus Personen, die höfischen und administrativen Aufgaben erfüllten. Damit war der preußische Hof eine Kombination aus öffentlicher Behörde und ein Großfamilienhaushalt. Eine Trennung von Amts- und Familienangelegenheiten war im absolutistisch-feudalisitischen Staatswesen der Frühen Neuzeit nicht vorhanden.
Der Hof zur Zeit des Absolutismus war mehr als nur die fürstliche Haushaltsführung aus früheren Zeiten. Er umfasste zugleich auch als Sitz die wichtigsten Regierungsbehörden und war damit die politische und herrschaftliche Zentrale eines Fürstentums.
Eine hervorstechende und immer wieder betonte Eigenart des preußischen Hofes war seine stark militärische Prägung, die das Ritualleben durchdrang und dem Militär die entscheidende repräsentative Rolle am Hof verlieh.
Organisiert wurde diese bis 1918 existierende staatlich-private Mischinstitution in Preußen über eine fluide und stark gegliederte Ämterstruktur. Am Königshof hatten Hofchargen hochrangige Hofämter inne und besaßen eigene Funktionen. Zusammen mit den hierarchisch niedriger stehenden Hofbeamten bildeten sie Hofbehörden mit eigenen Zuständigkeiten.
Die meiste Zeit über befand sich das Gros des preußischen Hofstaats innerhalb des Berliner Residenzraums, eine Zone die im Umkreis von rund 30 Kilometer um das Berliner Stadtschloss reichte. Dazu gehörte neben Berlin vor allem die größeren Residenzen mit Potsdam, Charlottenburg, Köpenick, Schönhausen, Oranienburg. Von diesen Nebenresidenzen gingen weitere Subresidenzstandorte sternenförmig in das weitere Umland hinaus und erzeugten so ein dichtes Netz an Residenzstätten, die je nach Neigung der Herrscherfamilie unterschiedlich dicht frequentiert waren.

## Merkmale

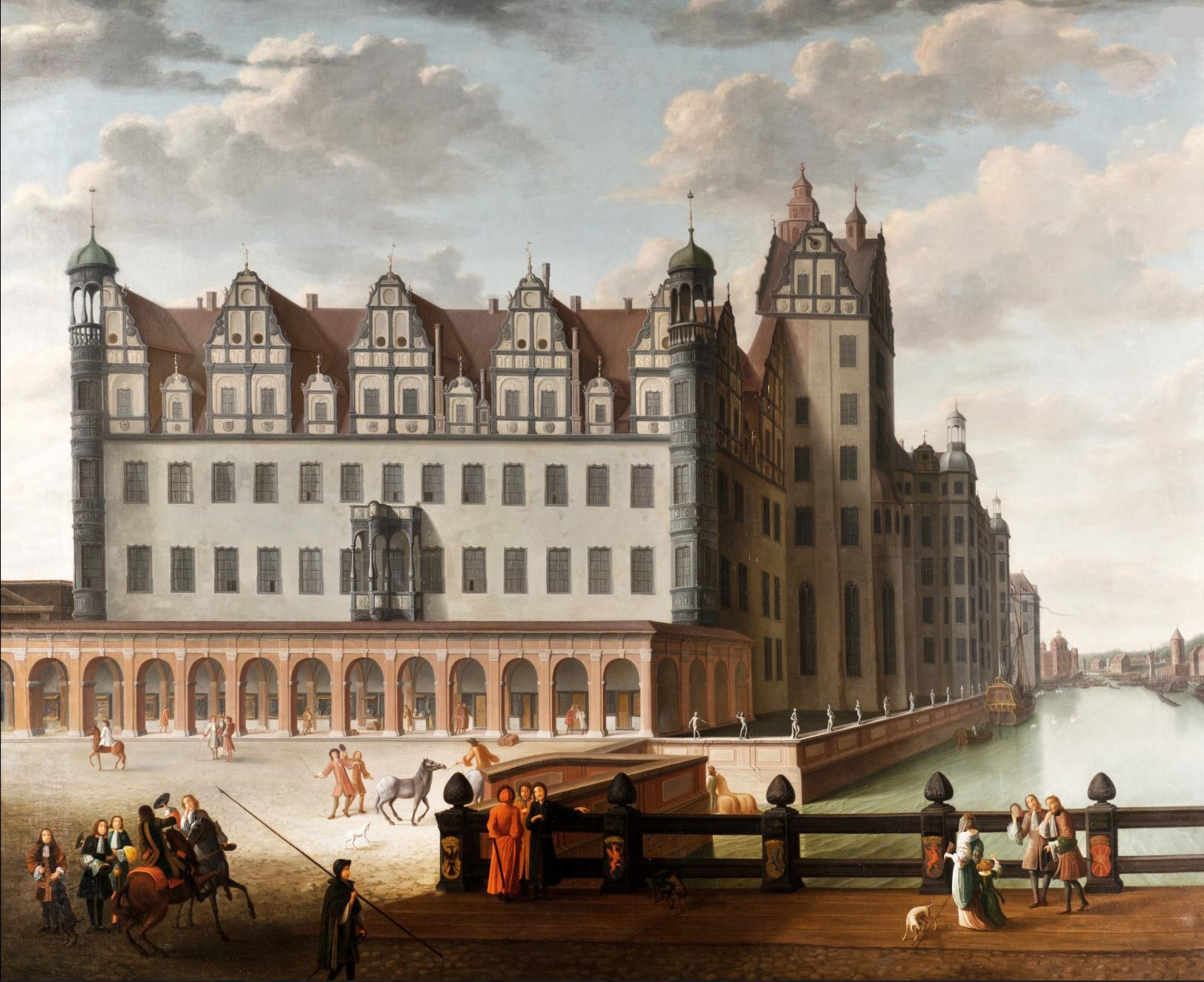
Renaissanceschloss der Kurfürstenzeit auf einem Gemälde von A. J. Begeyn, 1690

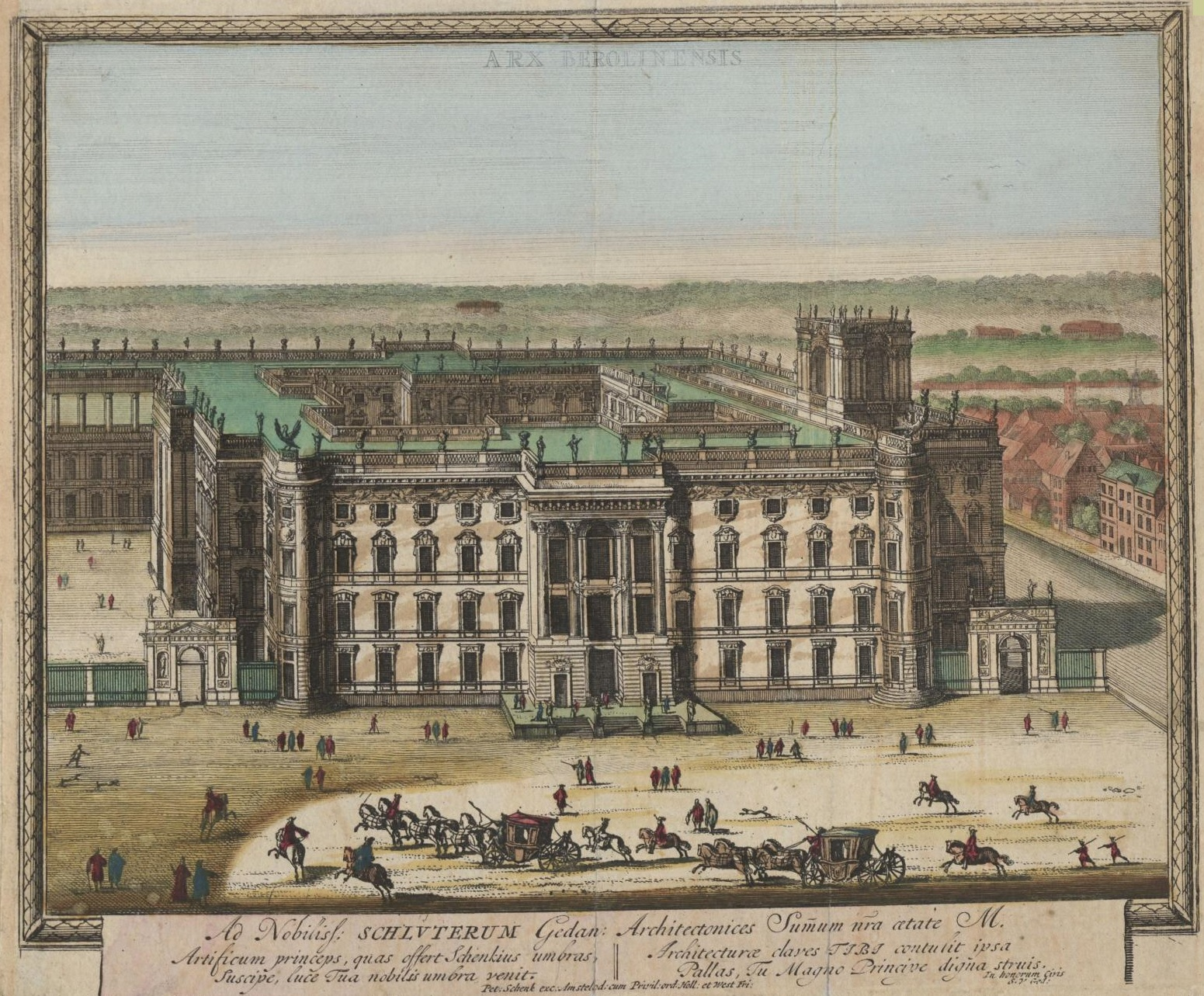
Das Berliner Stadtschloss um 1702 nach der Neugestaltung nach den Plänen von A. Schlüter,
Kupferstich von P. Schenk nach einer Zeichnung von S. Blesendorf

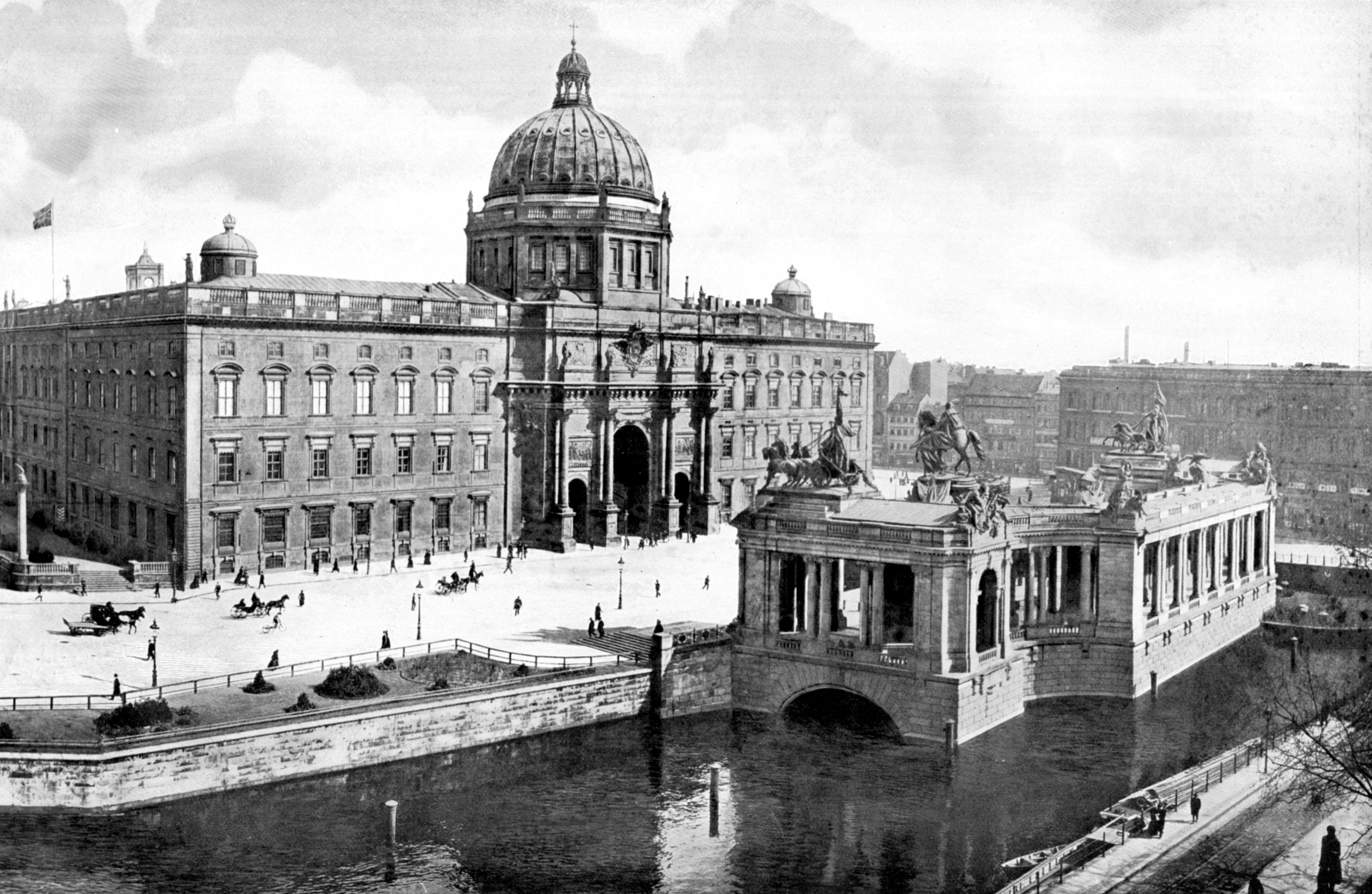
Das Berliner Stadtschloss um 1900

### Dynastisches Repräsentationsverständnis
Charakteristisch für die Ausprägung der Repräsentationskultur der Hohenzollern seit ihrer Herrschaftsübernahme 1415 und auch später nach Annahme der Königskrone 1701 war eine selbst wahrgenommene kulturelle und dynastische Unterlegenheit zu den damaligen führenden Geschlechtern der Wettiner, Wittelsbacher und auch die Habsburger. Die Hohenzollern galten innerhalb des hochadeligen Reichsgefüges zunächst als traditionsloses Herrschergeschlecht und nach der eigenen Statusaufwertung 1701 als nicht anspruchsberechtigte Emporkömmlinge (Parvenüs). Diese Vorurteilsbildung von außerhalb wirkte sich auch auf die eigene Repräsentanz und Ausformung höfischer Kultur über die Jahrhunderte aus.
Ab der Mitte des 18. Jahrhunderts entstand eine preußische Öffentlichkeit mit einer öffentlichen Meinung, deren Vorlieben und Werte die Könige mit ihrem Repräsentationsstil in Übereinstimmung brachten. Dazu gehörte ein Hof, der das Bild eines gerechten und sparsamen Königs als Diener des Staates inszenierte.
Die Monarchen Preußens zwischen 1701 und 1918 zerfielen in zwei repräsentative Grundtypen. Der eine Typ stand für den leutseligen, pompösen und verschwenderischen König, der stark auf sein Image und PR bedacht war und dafür eher wenig Regierungsarbeit tätigte (Friedrich I., Friedrich Wilhelm II., Wilhelm II.). Der andere Typ eines preußischen Monarchen stand auf der entgegengesetzten Seite dieser Typencharakteristik und war asketisch, sparsam und ein Workaholic (Friedrich Wilhelm I., Friedrich II.). Der barocke Grundtypus wie er von Friedrich I. begründet wurde, blieb im kollektiven Gedächtnis der Dynastie stets präsent und wechselte sich mit dem asketischen Soldatentypus ab, wodurch auch die zwischenzeitlich gekürzte Hofführung immer wieder ausgebaut wurde. Bedeutsam war auch die Rolle der Militäruniform, die die Monarchen seit dem zweiten König Friedrich Wilhelm I. stets trugen. Sie symbolisierten die sehr hohe Bedeutung der Armee für die Hohenzollernmonarchie, wenn auch andere Monarchen Europas zeitgleich ebenso dazu neigten, sich militärisch zu kleiden.

### Finanzen
In der Zeit vor 1806 sind die Ausgaben für Herrscher und Hof in Preußen nicht eindeutig von anderen zivilen Ausgaben abgegrenzt worden, obwohl ein Budget für den Hofstaat existierte. Neben der Hofstaatskasse waren auch zivilstaatliche Kassen sowie die königliche Schatulle direkte Finanzquellen des Hofes. Eine entscheidende Umstrukturierung dieses Systems erfolgte 1820 durch die Einführung einer Krondotation, die jedoch anders als in anderen europäischen Monarchien, die sich durch Zivillisten finanzierten, unmittelbar von den Domäneneinkünften abgezogen wurde und somit nicht als Ausgabe im Staatsbudget erschien. Bis 1918 bildete diese Art der Krondotation die Grundlage des sogenannten Kronfideikommissfonds, aus dem die Unterhaltung des Hofstaats, des Herrschers und der königlichen Familie bestritten wurde. Der ursprüngliche Betrag der Dotation von 2,5 Millionen Rt wurde mit Zustimmung des Preußischen Landtags zwischen 1859 und 1910 viermal erhöht. Zusätzlich konnte der Monarch im Bedarfsfall auf sein in der königlichen Schatulle angesammeltes Privatguthaben sowie die Einkünfte aus dem Familienvermögen zurückgreifen.
Die Größe des preußischen Hofstaatsetats lässt keinen exakten Rückschluss auf die tatsächlichen Ausgaben zu, da in die Gesamtausgaben des Hofes neben dem Hofetat auch andere Finanzquellen einbezogen waren. Außerdem wurden Hofgelder auch für andere Zwecke verwendet.

### Formale Strukturen im engeren Sinne ohne Regierungsfunktionen
- Hofämter (Erstrangig: traditionell Marschall später Oberhofmarschall, Kämmerer später Oberkammerherr, Mundschenk später Oberschenk, Zweitrangig: Oberstallmeister, Schlosshauptmann, Oberjägermeister)
- Kammerherren und Kammerjunker
- Kammerdiener (z. B. Hofkünstler) und Geheime Kammerdiener
- Schatullverwalter
- Hausvogt
- Leibärzte und Hofärzte
- Hofapotheker
- Bibliothekar
- Haushofmeister
- Historiograph
- Hofbaumeister
- Hofküchenmeister
- Hofkapelle

### Regierungs- und Verwaltungsfunktionen des Hofes
Die werdende Staatsbildung Preußens wurde vom Herrscherhof initiiert. Dort befanden sich die ersten gesamtstaatlichen Institutionen. Ab dem 16. Jahrhundert setzte eine Art Ausgliederungsprozess ein. In diesem wurden Verwaltungsbehörden geschaffen, die dauerhaft außerhalb vom Hof angelegt waren. Das war der Grundstock eines vom Hof getrennten Staatswesens, der sich bis 1918 immer stärker etablierte. Bis dahin waren aber die Übergänge eher fluide und organisatorische Trennungen schwer zuordenbar. Demzufolge gab es noch lange direkt am Hof im Berliner Stadtschloss angesiedelte Regierungsstellen, mit denen die Fürsten im eigentlichen Sinne regierten.
Diese waren bei den Hohenzollern:
- Statthalter
- Hofkanzlei
- Kammergericht
- Konsistorium
- Geheimer Kriegsrat
- Generalkriegskommissariat
- Kurmärkische Amtskammer zu Cölln an der Spree
- Hofrentmeister
- Geheime Hofkammer
- Hofpostdirektoriat
- Geheimes Sekretariat
- Geheimes Archiv
- Kurmärkische Lehnskanzlei

## Geschichte
Die Entwicklung des preußischen Hofstaats vom Spätmittelalter bis zum Ende des Ersten Weltkriegs stand in einem übergeordneten europaweit ausgetragenen Konfliktfeld zwischen den gesellschaftlichen Großgruppen Adel, Bürgertum, und dem politisch nicht anerkannten Dritten Stand der Freien und Hörigen Bauern. In dem Verlaufsprozess dieser Gruppenkämpfe setzte sich zunächst seit der Zeit der Renaissance der Hochadel fast überall im Heiligen Römischen Reich gegenüber die ständischen Institutionen durch und drängten den Einfluss des städtischen Bürgertums aber auch des niederen Adels auf die Landespolitik zurück. Die deutschen Hofstaaten spielten dabei eine entscheidende Rolle. Ihren politischen Klimax erreichten die Fürsten Deutschlands um die Mitte des 18. Jahrhunderts. Danach setzte ein langanhaltender kontinuierlicher Mächteverfall des Hochadels ein. Schrittweise und unter Rückschlägen bildete sich bis 1918 die bürgerliche Gesellschaft heraus, die ihre ganz eigenen Institutionen bildeten und die adelige Macht stückweise, in Preußen seit der Einführung der konstitutionellen Monarchie, zerbröckelten. Damit war Deutschland ein Nachzügler im internationalen Geschehen. Schon im 16. Jahrhundert hatten sich in den Niederlanden, im 17. Jahrhundert in England die bürgerlichen Kräfte durchgesetzt (Glorious Revolution). Auf dem Gebiet des heutigen Deutschlands erhielt der Adel zunächst bis etwa 1800 seine gesellschaftliche Führungsrolle, musste allerdings seit dem Vormärz Einfluss- und Machtstellungen an das Bürgertum abgeben. Unabhängig vom hochadeligen Machtverfall blieben deren Hofstaaten bis zur Novemberrevolution 1918 bestehen und vergrößerten sich in ihrer existenziellen Endphase noch einmal erheblich.

### Entwicklung des kurbrandenburgischen Hofes unter den Hohenzollern

Abgebildet ist der Schlossplatz zum Stadtschloss Berlin. Im Vordergrund sind Ritter beim Ringrennen zu erkennen. Ebenso wird ein Feuerwerk abgebrannt. Die Grafik entstand anlässlich der Feierlichkeiten zur Taufe des Markgrafen Sigismund von Brandenburg, Sohn des Kurfürsten Johann Georg, im Jahre 1592. Veröffentlicht wurde es in der Frankfurter (und später auch Leipziger) Meßrelation. Dies waren ein anlässlich der Buchmessen herausgegebenes „frühneuzeitliche Nachrichtenmedium“ und gelten als Vorläufer der modernen Zeitungen.

Ausgehend von einer sehr schwach ausgeprägten Landesherrschaft im Spätmittelalter mit einem ausgeprägten Raubrittertum errangen die neuen Territorialfürsten aus dem Haus Hohenzollern im 15. Jahrhundert eine politisch stabile Position im Herrschaftsgefüge der Mark Brandenburg.
Zunächst übernahmen die Hohenzollern die von den Luxemburgern vorgefundenen herrschaftlichen Sitze. Die Burg Tangermünde war für den ersten und zweiten Kurfürsten der primäre Anlaufpunkt. Als Nebenresidenz blieb Tangermünde ein lokaler Verwaltungsmittelpunkt für die Altmark und Prignitz.
In Berlin-Cölln bezogen die Hohenzollern zunächst das Hohe Haus. Die erste eigene errichtete Residenz der Hohenzollern wurden die Vorgängerbauten des Berliner Stadtschlosses. Seit 1451 wurde das Berliner Schloss noch in der Form eines Festen Hauses zu Residenzzwecken bezogen. Daneben gab es im Spätmittelalter eine zunehmende Zahl an markgräflichen Burgen die nach ihrer Verpfändung unter den vorangegangenen Geschlechtern wieder unter den Hohenzollern, als Landesherrliche Burgen zurückerworben wurden. Zu Ende des 15. Jahrhunderts bereiste der Kurfürst Johann Cicero noch 17 Orte in seinem Herrschaftsgebiet. Die mit Abstand meiste Zeit verbrachte er aber mit 77 Prozent der Herrschaftszeit in Berlin. Um 1470 gab es bereits eine Hofordnung, die festlegte, das der Markgraf höchstens 200 Personen und 100 Pferde zu halten habe. Der Hof in Brandenburg stand zu der Zeit aber in der Rangfolge noch hinter dem Hof in Franken, dem Stammland der Hohenzollern.
Das frühe Hoflager der Hohenzollern entwickelte sich über das 16. Jahrhundert hinweg und mit zunehmender Verschriftlichung zu einem Zentrum mit politischen Strukturen vormoderner Prägung. Der Kurfürst hielt neben dem Berliner Stadtschloss auch in den Jagdschlössern oder Landesfestungen der Mark Hof und hielt von dort Herrschaft aufrecht. Seit der Renaissance griff die noch relativ schwache Landesherrschaft der Renaissancefürsten expansiv aus. Die einst starke politische Macht der Städte und des Landadels, manifestiert in der Ständeherrschaft verringerte sich im Gegenzug, wie die Macht der Kurfürsten zunahm. Das Ständewesen wurden ausgehöhlt, und der auf Gottesgnadentum manifestierte und patrimonial gedachte Herrschaftsanspruch der Hohenzollernfürsten, dessen reiner Kerngedanke aus der Mark Brandenburg ein privat geführtes Familienbesitztum gemacht hätte, setzte sich partiell durch. Die Expansion des Hofstaats und die Schaffung neuer höfischer Verwaltungsinstitutionen wurden dabei zu bedeutsamen Mitteln des Fürsten in diesem herrschaftlichen Durchdringungsprozess, dem allerdings Grenzen gesetzt waren. Zur Mitte des 16. Jahrhunderts waren etwa 450 Personen am damals brandenburgischen Hof beschäftigt.
Die frühen kurbrandenburgischen Hoflager dieser Zeit erfüllten bereits fundamentale Grundfunktionen, die der absolutistische Hofstaat im 18. Jahrhundert weiter ausprägte. Zu diesen elementaren Funktionen gehörten:
- Inklusion der gesellschaftlichen Eliten der Mark Brandenburg (Landadel, städtisches Bürgertum) durch Vermittlung von Aufstiegschancen, politischen Partizipationsmöglichkeiten und Kontrolle durch räumliche Nähe zum Landesherren
- Ausbildung eines persönlichen Herrschaftssystems in der Person des Fürsten
- Wahrung einer geachteten Stellung im Reichsgefüge
- Integration der Dynastie in die Märkischen Elitestrukturen vor Ort: das Hofleben sollte die Vasallentreue des Landadels zur Hohenzollerndynastie begründen und verstärken[14]
- Hebung der Zivilisation in der Mark
- Wirtschaftsfördernder Faktor

Der Ausbau des Hofstaats und die Einrichtung einer repräsentativeren Hoflebens mit dem Mittelpunkt in Berlin in der Zeit der Renaissance führte zu einer erheblichen Verschuldung der Kurfürsten bei den Ständen im 16. Jahrhundert.
Die verheerenden Kriegsauswirkungen des Dreißigjährigen Kriegs führten zur Flucht des Berliner Hofs nach Königsberg. Erst 1650 kehrte der Hof in das Berliner Stadtschloss zurück.
Das Zeitalter des Barock setzte auch in der kurfürstlichen Zentralprovinz Mark Brandenburg nach 1648 voll ein. Damit einher ging der Ausbau des absolutistischen Herrscherkults, mit dem Landesherren im Zentrum des Geschehens. Nach 1648 begann der Große Kurfürst den verstärkten Ausbau der Residenzstadt Berlin und die Erweiterung der Residenzlandschaft Berlin. Zielgerichtet wurden in Oranienburg, Köpenick und Potsdam neue Schlossanlagen errichtet, die das bestehende Residenzennetz mit dem Jagdschloss Grunewald oder dem Jagdschloss Rüdersdorf erweiterten. Für den Hofstaat des Kurfürsten war dies bedeutsam, da Umzüge und Reisen des Herrschers in das Umland im Barock weiterhin Teil des Systems zur Sicherung der Herrschaft des Fürsten über seine Untertanen blieb. Damit einher ging eine funktionale Ausweitung des Hofstaats. Mehr Objekte mussten unterhalten und in die Repräsentation des Herrschers einbezogen werden.
Während in Sachsen, Bayern, Württemberg, Österreich und anderen mittelgroßen Höfen ab Mitte/Ende des 17. Jahrhunderts relativ kontinuierlich größere finanzielle Aufwendungen in künstlerische Bereiche, Bauten und Institutionen getätigt wurden, vollzog sich gleiches in Brandenburg erst zu einem späteren Zeitpunkt. Der Grund hierfür lag vor allem in den großen Kriegszerstörungen des Dreißigjährigen Kriegs begründet. Mit dem Kurfürsten Friedrich Wilhelm von Brandenburg begann dennoch am Hof ein aufwendigeres kulturelles Leben auch, was die Förderung der Musik betraf.
Der offizielle Hofetat von 1652 enthielt 352 Personen, die auf der Gehaltsliste standen. Im mittleren und unteren Amtsbereich befanden sich 16 Pagen, acht Lakaien, 10 Trompeter, 29 Kutscher, 11 Stalljungen und vier Reitknechte. Eine Gesamtschätzung aller Personen des Hohenzollernhofstaats dieses Jahres lag aber wahrscheinlich höher, zwischen 500 und 550 Personen.

### Friedrich I. (1688–1713)

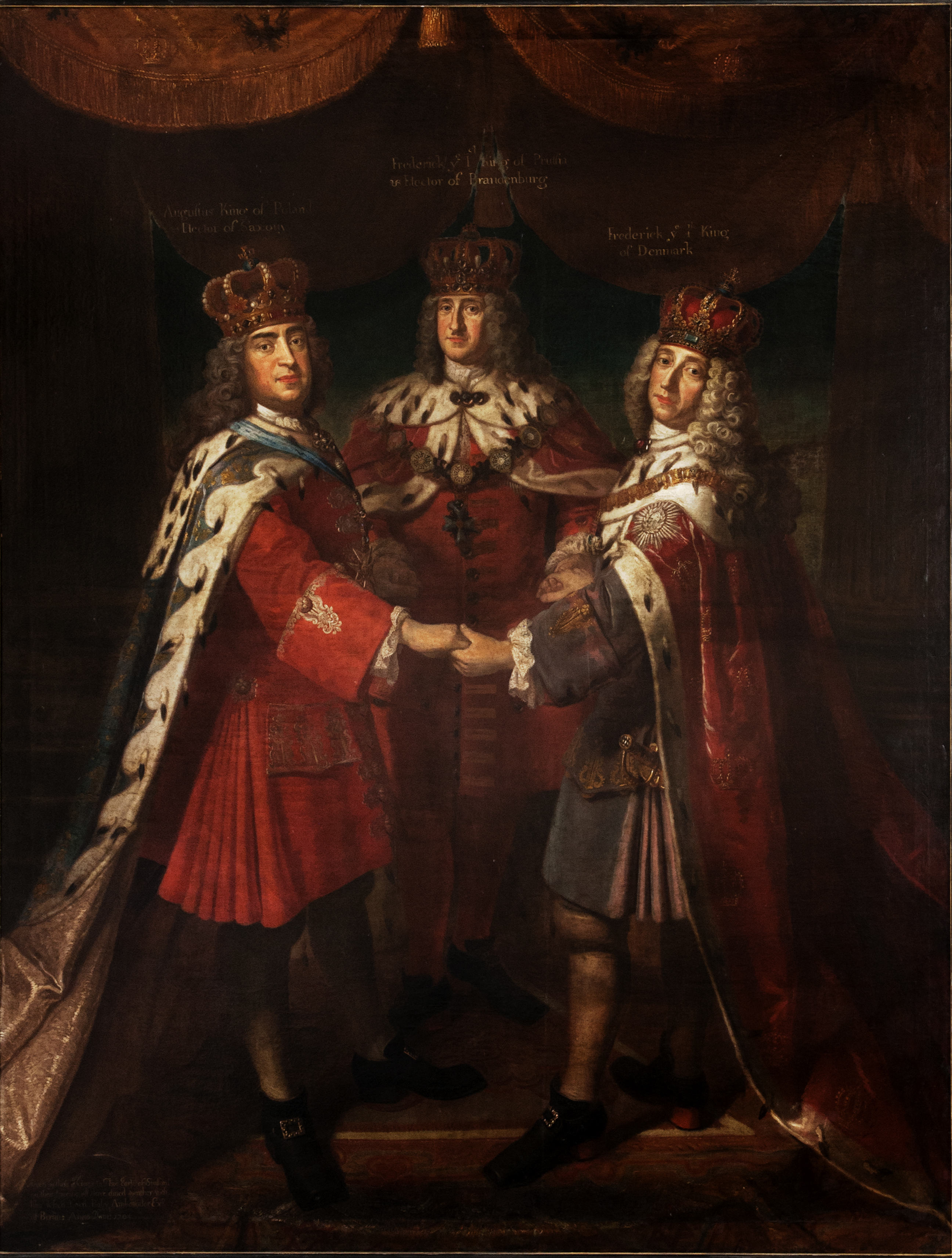
Inszenierung barocker Pracht beim Dreikönigstreffen: Friedrich I. in Preußen (Mitte), August II. (der Starke), Kurfürst von Sachsen und zeitweilig König von Polen (links), Friedrich IV. von Dänemark (rechts)
Gemälde von Samuel Theodor Gericke, zu besichtigen im Schloss Caputh

Gleich zu Beginn seiner Regentschaft 1688 erließ der neue Kurfürst Friedrich III. die erste Hofrangordnung Brandenburg-Preußens. Das Amt des Oberzeremonienmeisters wurde ebenso etabliert wie der „Grand Maitre de la garderobe“ – die Etikette wurde differenziert, gesteigert und mit opulenter Prachtentfaltung praktiziert. Mit der Einführung des morgendlichen Lever in Gegenwart des Hofes, ahmte Friedrich sein Vorbild Ludwig XIV. nach. Das Zeremoniell und höfische Festleben und die personelle Ausweitung des Hofstaates trugen zur rapiden Steigerung des finanziellen Aufwandes bei. Die Zahl der „Wirklichen Kammerherren“ wurde von zwei zur Zeit des Großen Kurfürsten auf 18 erhöht.
Im Lauf seiner Regentschaft folgten weitere Hofrangordnungen. Diese stellten ein neues fürstlich gestaltetes Gesellschaftssystem dar, das neben die Ständeordnung trat. In diesen Hofrangordnungen kamen den Inhabern von militärischen Posten wie Generälen eine zunehmende Bedeutung am preußischen Hofe zu. Mit dem stetigen Ausbau der preußischen Armee als stehendes Heer seit der Mitte des 17. Jahrhunderts einher ging eine zunehmende Militarisierung ihrer vornehmlich adeligen Eliten. Dies führte dazu, dass das spätere preußische Königtum zunehmend dem Charakter einer Militärmonarchie entsprach. Der Hof öffnete sich den stetig anwachsenden hohen militärischen Amtsträgern wie der Generalität um sie in das eigene höfische Gesellschaftssystem einzuhegen. Durch die erlassenen Hofordnungen versuchten die Herrscher ihr Verhältnis zwischen zivilen Ämtern und militärischen Ämtern zu bestimmen und auszutarieren, nicht zuletzt auch um der gewachsenen Bedeutung der militärischen Komponente in der Politik im 17. Jahrhundert Rechnung zu tragen. Letztlich versuchten die Fürstenhäuser in ganz Europa aber eben auch in Brandenburg-Preußen sich so der Loyalität und dem Zugriff auf seine militärischen Führer zu versichern, auch im Hinblick auf die Erfahrungen der wilden Soldateska die noch im 17. Jahrhundert Brandenburg verwüsteten.

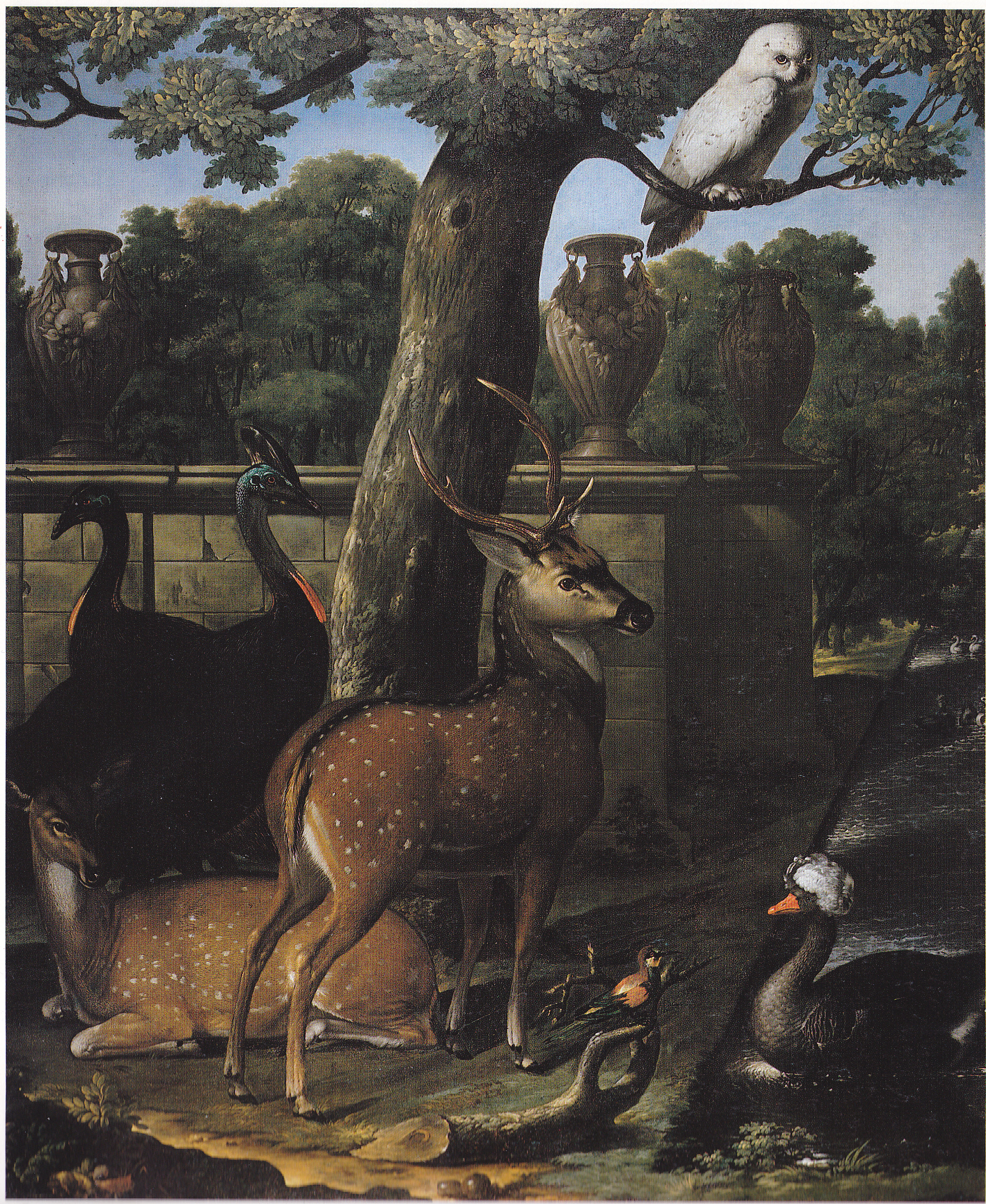
Royen, Willem Frederik – Menagerie des Kurfürsten Friedrich III. von Brandenburg, 1697 – Schloss Caputh

Eberhard von Danckelmann reformierte in den späten 1680er Jahren das öffentliche Finanzwesen. Es herrschte ein Durcheinander und Nebeneinander von verschiedensten Kassen, die zu Intransparenz und Korruption und einer ineffizienten Mittelverwaltung geführt hatten. Der Grundgedanke der Finanz- und Staatsreformen war die Trennung der Kassen für den Hofstaat von den beiden großen Ressorts der Staatseinnahmen, dem für den Kriegsetat und dem landesherrlichen Haushalt. 1689 folgte dafür die Einrichtung der Hofkammer. Die Hofkammer erhielt fortan die Einnahmen der Domänengüter und weitere Einnahmen aus Regalien wie das Salz-, Zoll- oder Postregal. Die Verwaltung des Hofstaats übernahm das Hofmarschallamt unter Leitung des Obermarschalls. In der Praxis lagen die Finanzforderungen des Hofmarschallamts für seine Aufgaben deutlich über den Mittelbewilligungen, die die Hofkammer zubilligte. Dadurch blieb zu dieser Zeit der Finanzrahmen des Hofstaats noch unter Kontrolle und uferte nicht aus. Die Trennung von Staats- und Hofausgaben war aber noch in einem frühen Entstehungsprozess, der vor allem aufgrund der personellen Überschneidungen der einzelnen Bereiche kaum wirksam war. Insgesamt verbrauchte der Hofetat zeitgemäß wie die Etats der anderen deutschen Fürstenhöfe einen erheblichen Anteil an den staatlichen Gesamtausgaben. Der Etat des preußischen Hofs entwickelte sich unter Friedrich III./I. Tendenziell ansteigend. 1697 wurden 302.000 RT aufgewendet, 1711 402.000 RT und im Todesjahr des Monarchen 1713 335.000 RT.
Der neue König Friedrich I. schuf sich nach seiner vollzogenen Erhebung zum Königtum eine Hofhaltung, die der einer größeren Macht entsprach. Zeitgemäß sollte dadurch eine kulturelle Dominanz errichtet werden, die herrschaftssichernd wirkte und den absolutistischen und autokratischen Herrscheranspruch in der Person des Monarchen durchsetzen helfen. Sechs Millionen Reichstaler kosteten die Krönungsfeierlichkeiten bei jährlichen Staatseinnahmen von vier Millionen Reichstalern. Größe manifestierte sich für den König in Repräsentation. Friedrich I. eiferte in seinen Bemühungen der Entfaltung äußeren Glanzes dem englischen und französischen Hof nach.

Ansichten des Hoflebens unter dem Ersten Hohenzollernkönig
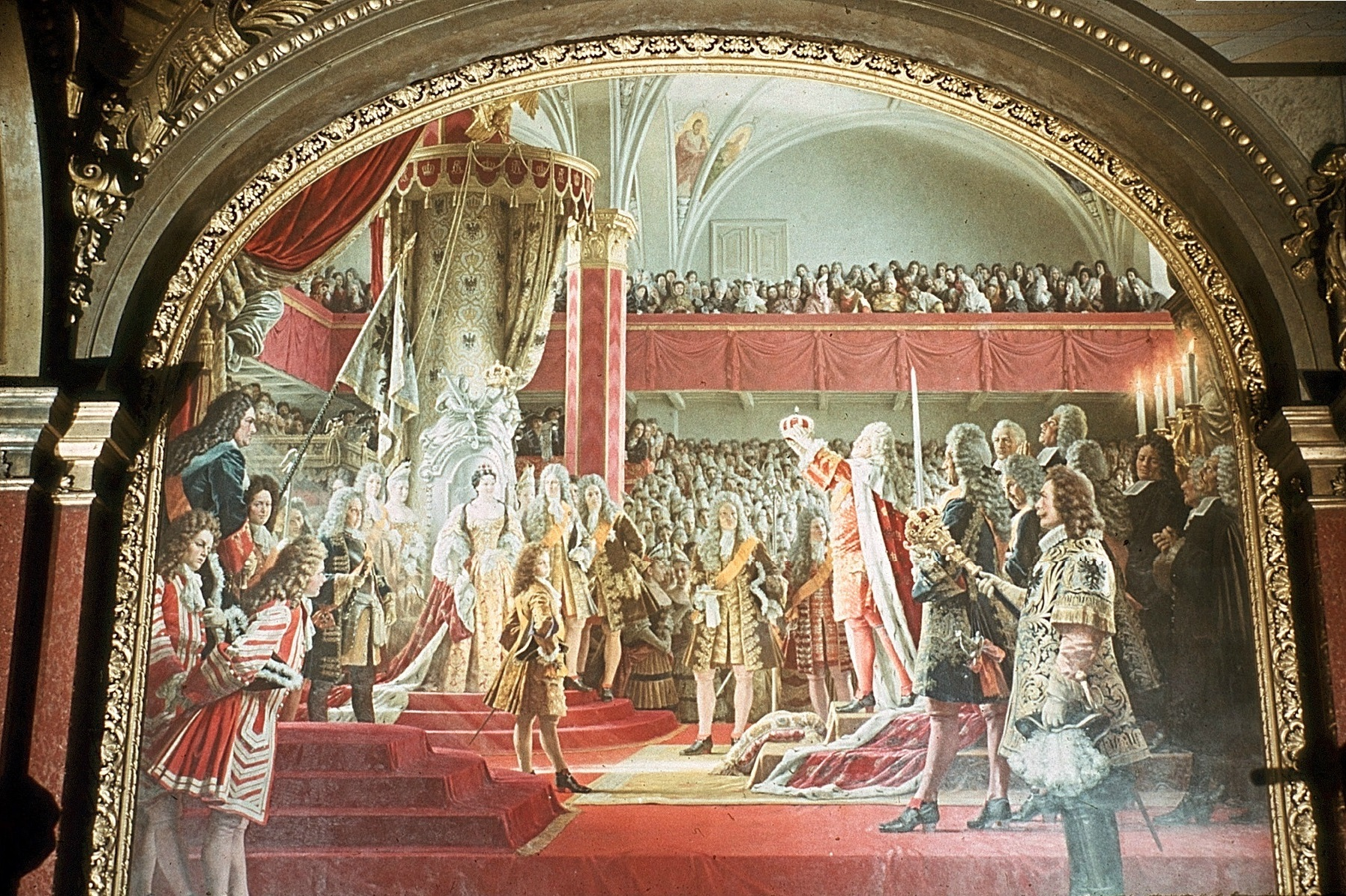
Krönung des Kurfürsten von Brandenburg Friedrich III. zum König in Preußen Friedrich I. (1701); Historien-Wandgemälde (zerstört) in der Ruhmeshalle Berlin
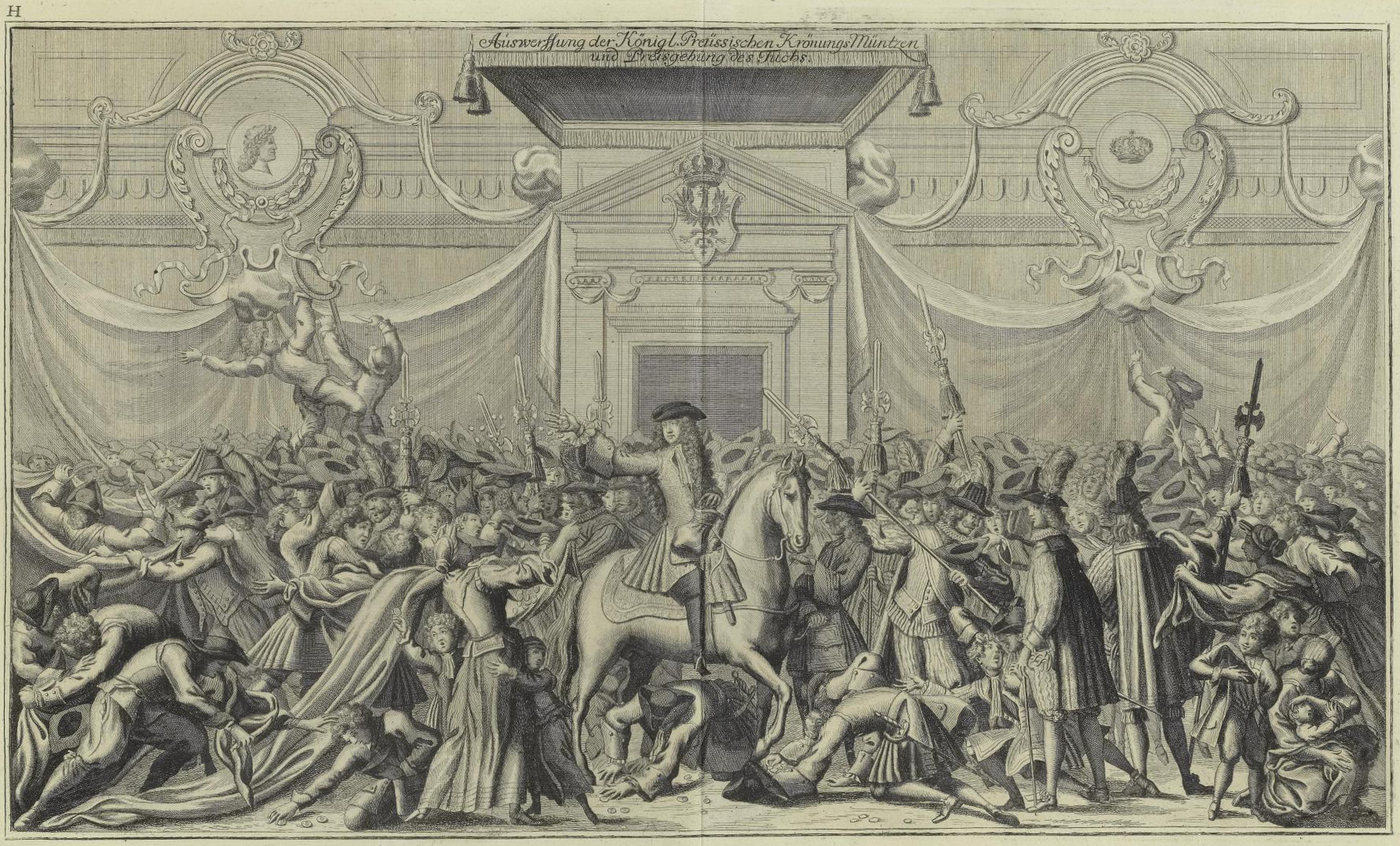
„Auswerfung der Königl. Preußischen Krönungsmünzen und Preisgebung des Tuchs“
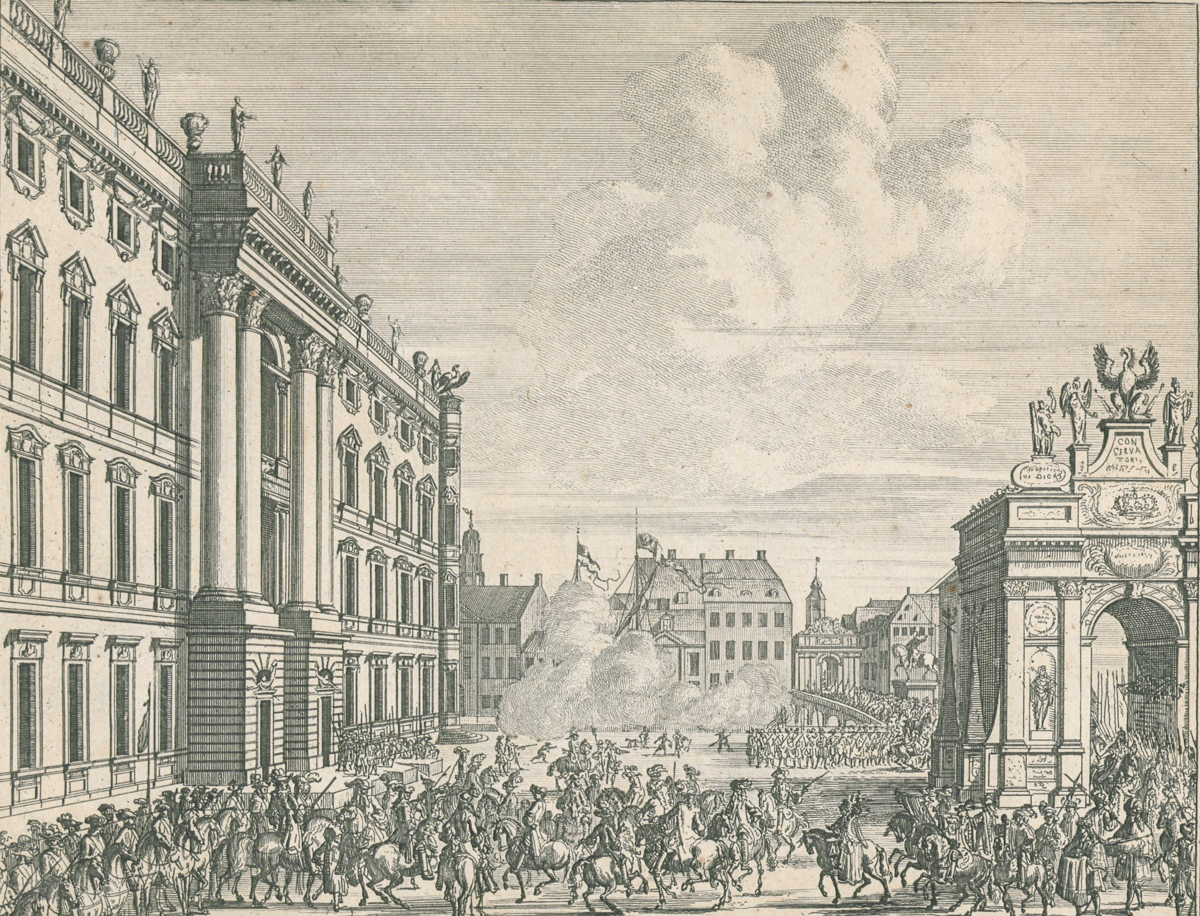
Einzug des neu gekrönten Königs Friedrichs I. ins Berliner Stadtschloss 1701
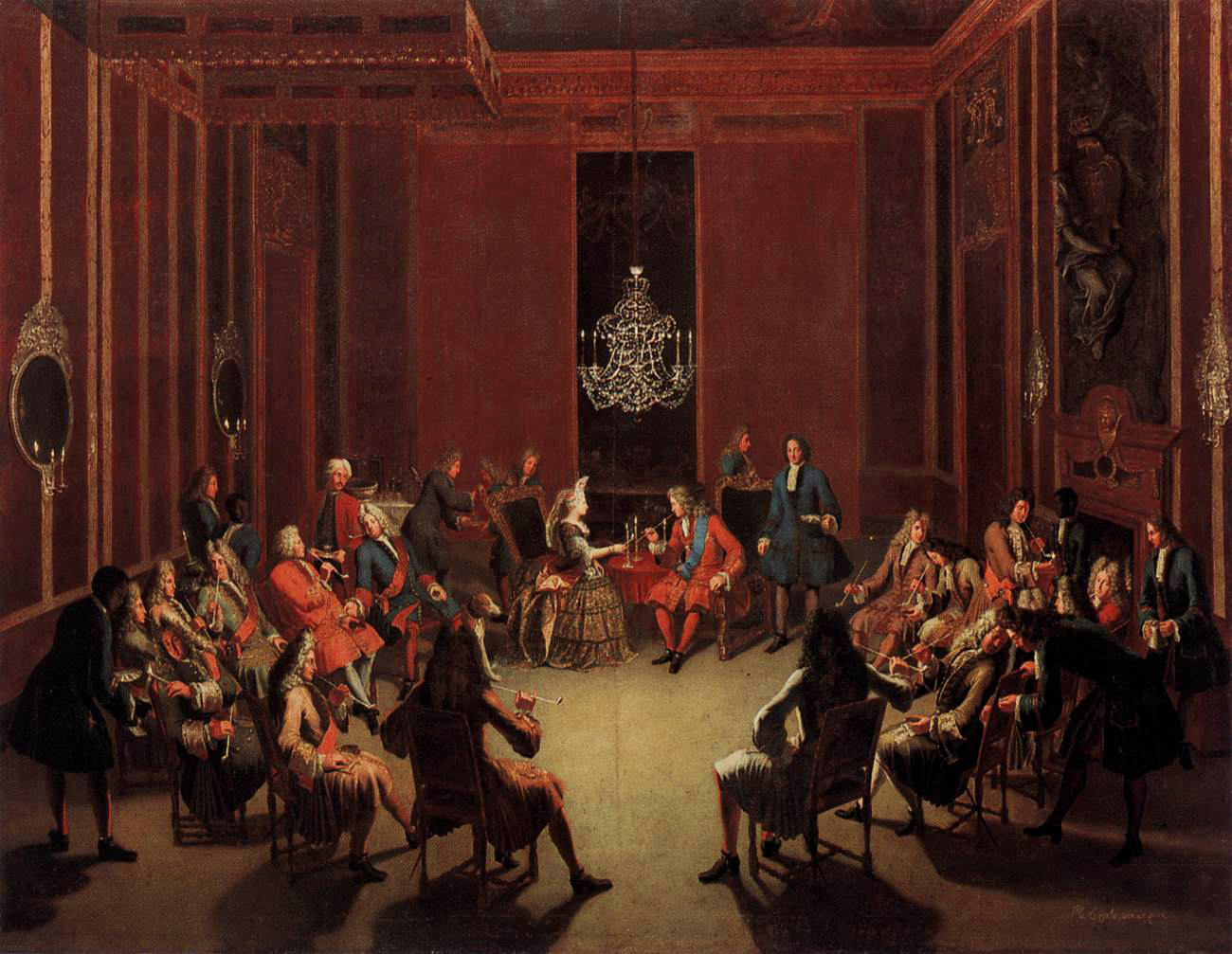
Paul Carl Leygebe: Tabakskollegium Friedrichs I.

### Friedrich Wilhelm I. (1713–1740)
Der 1713 vollzogene Führungswechsel an der Spitze des Fürstenstaates führte zu einer vollständigen Umkehrung aller Werte und Umgangsformen auf dem Gebiet der Repräsentation und Kultur in Preußen.
Aufgrund der persönlichen Neigungen (Militär und Finanzhaushalt) des neuen Königs lehnte dieser die in Europa vorherrschende französische Hofkultur ab, die wesentlich vom Versailler Schloss ausging und versuchte auch nicht, diese nachzuahmen. Der neue König erkannte, das sein Land der Doppelbelastung von höfischer Repräsentation und militärischer Präsenz nicht gewachsen war. Eine ähnliche Hofkultur wie die preußische entwickelten zeitgleich die ebenso militärisch geprägten König Karl XII. von Schweden und Zar Peter der Große. Die höfische Politik Friedrich Wilhelms entsprach einer europaweiten sich verstärkenden Tendenz. Insgesamt nahm der sakrale Charakter des Königtums und das in den Höfen betriebene „Souveränitätstheater“ in ganz Europa in den Folgejahrzehnten wieder ab und der spätbarocke Glanz verflog, gefolgt von einer neuen verstandesorientierten Geistesbewegung, der Frühaufklärung. Diese schuf eine neue Elitenkultur mit ganz eigenen Kulturstandards und wurde wesentlich durch das sich neu formierende Bildungsbürgertum gestärkt. In dessen Folge wurde die höfische Adelskultur zunehmend marginalisiert und neben der neu entstehenden bürgerlichen Öffentlichkeit (u. a. literarische Salons) verzichtbar.

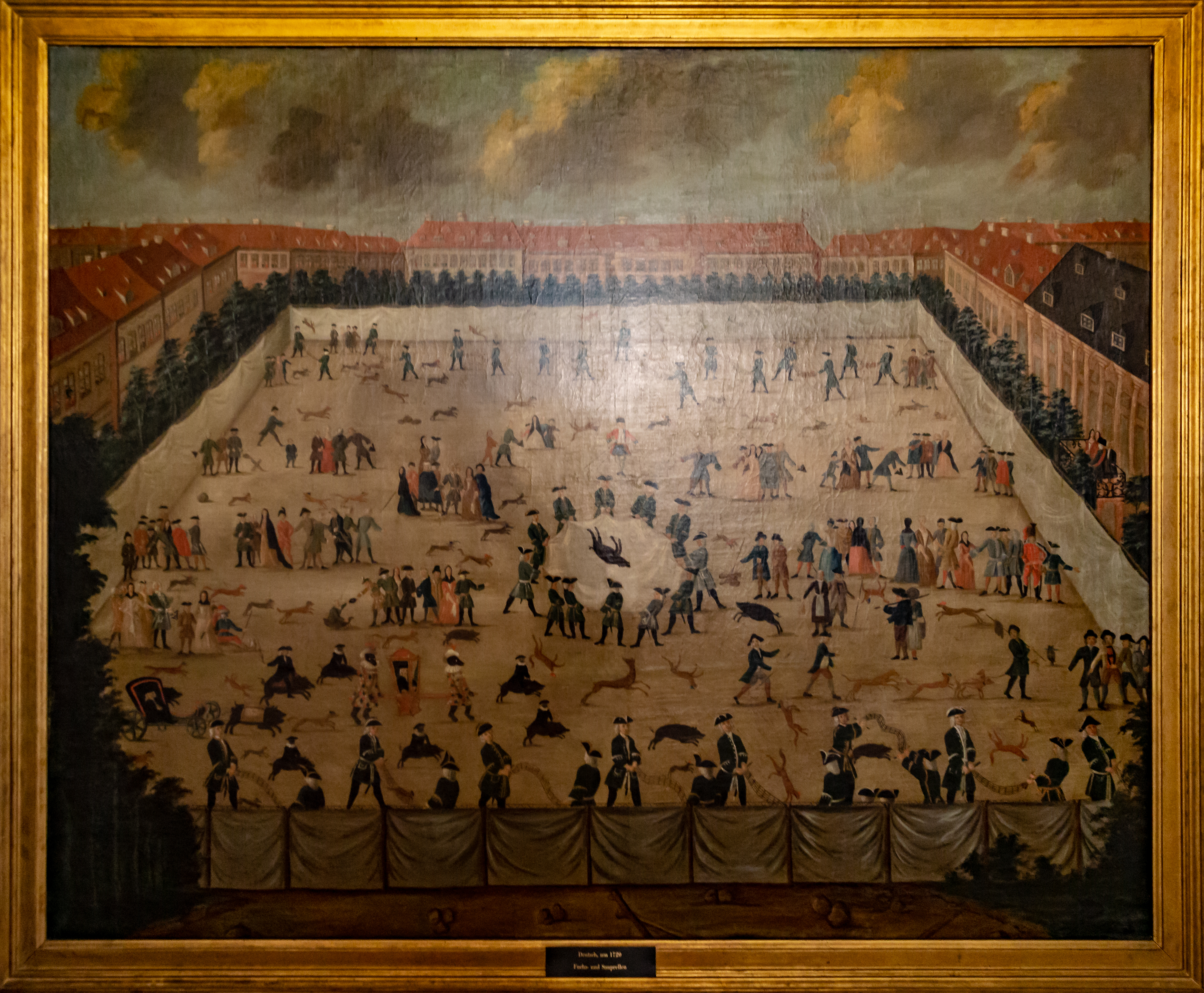
Das „Prellen-“ von Tieren galt als lustiger Zeitvertreib und fand auch am Hof Friedrich Wilhelms I. statt. Die Tiere wurden dazu eingefangen, unter die Menschen gescheucht und mit Leitern oder Tüchern in die Luft geworfen. Nach mehrmaligen Stürzen verendeten sie. Deutsches Ölgemälde im Jagdschloss Grunewald, Maler unbekannt, um 1720

Nach Übernahme des Königtitels 1713 strich Friedrich Wilhelm I. den Etat für den Hof zusammen. Kostspielige Hoffeste wurden mit Ausnahmen der Hochzeiten und Fürstenbesuchen abgeschafft. Pagen wurden zu Kadetten und Lakaien zu Soldaten ernannt. Die Streichungen im Etat für Küche und Keller brachten Einsparungen von jährlich 400.000 Reichstaler. Es folgte eine Exodus des Berliner Kunstgewerbes, das maßgeblich von den höfischen Aufträgen abhing, die nun ausblieben. Darunter war der berühmte Baumeister Andreas Schlüter. Der Hofmaler Antoine Pesne behielt seine Stellung, da der neue König bisweilen selber malte, allerdings mit reduzierten Lohnbezügen.
Insgesamt zwei Drittel aller Hofbediensteten, einschließlich der Chocolatiers, der beiden Kastraten, der Cellisten, Komponisten, Orgelbauer wurden fristlos entlassen. auch der langjährige Zeremonienmeister und Hofpoet Johann von Besser musste gehen. Die übrigen erhielten Gehaltskürzungen von bis zu 75 Prozent ihrer Bezüge. Die Löwen der Menagerie wurden August II. geschenkt.
Das Berliner Hofleben verlegte Friedrich Wilhelm weitgehend vom Schloss in die Häuser des Adels. Von November bis Juni hatte sie sich um den König zwei- bis dreimal wöchentlich reihum bei einem ihrer Angehörigen in „Assemblées“ zu versammeln. Der Hausherr hatte die Gesellschaft zu unterhalten und zu bewirten. Der erste, und jahrelang einzige den neuen Anforderungen entsprechende Bau war 1716 das Palais Creutz.
Die Lustgartenanlagen der Stadtschlösser von Berlin und Potsdam wurden zu Exerzierplätzen umfunktioniert. Von den 24 königlichen Lusthäusern wurden nur sechs behalten und der Rest vermietet oder zu Dienstwohnungen oder Lazaretten umgebaut. Das zuletzt gültige Hofreglement vom 16. November 1708 wurde überarbeitet und die Hierarchie der Hof- und Staatsbeamten umgestaltet. Ganze Titel und Ämter wie der des Oberkämmerers, der Oberheroldsmeister, der Hofmarschall oder der Oberzeremonienmeister verschwanden aus den Bezügen.S.36 Die Umgestaltung des preußischen Hofstaats vollzog sich innerhalb weniger Monate.
Die Königin, die eine hohe eigene Mitgift in die Ehe einbrachte, erhielt einen eigenen Haushalt, der nicht von den Sparmaßnahmen betroffen war.
Statt eines ausufernden Hofzeremoniells oder die Zurschaustellung von materiellem Reichtum und Glanz, gab es fortan im Berliner Residenzraum eine nüchterne Hofkultur mit militärischem Zuschnitt. S.120 Hatten unter Friedrich I. Frauen noch eine zentrale Rolle am Hof gespielt, so wurden sie nun unter Friedrich Wilhelm I. an den Rand gedrängt. Bei vielen Festessen waren überhaupt keine Frauen zugegen und bei Hoffesten wurden Frauen und Männer voneinander getrennt.

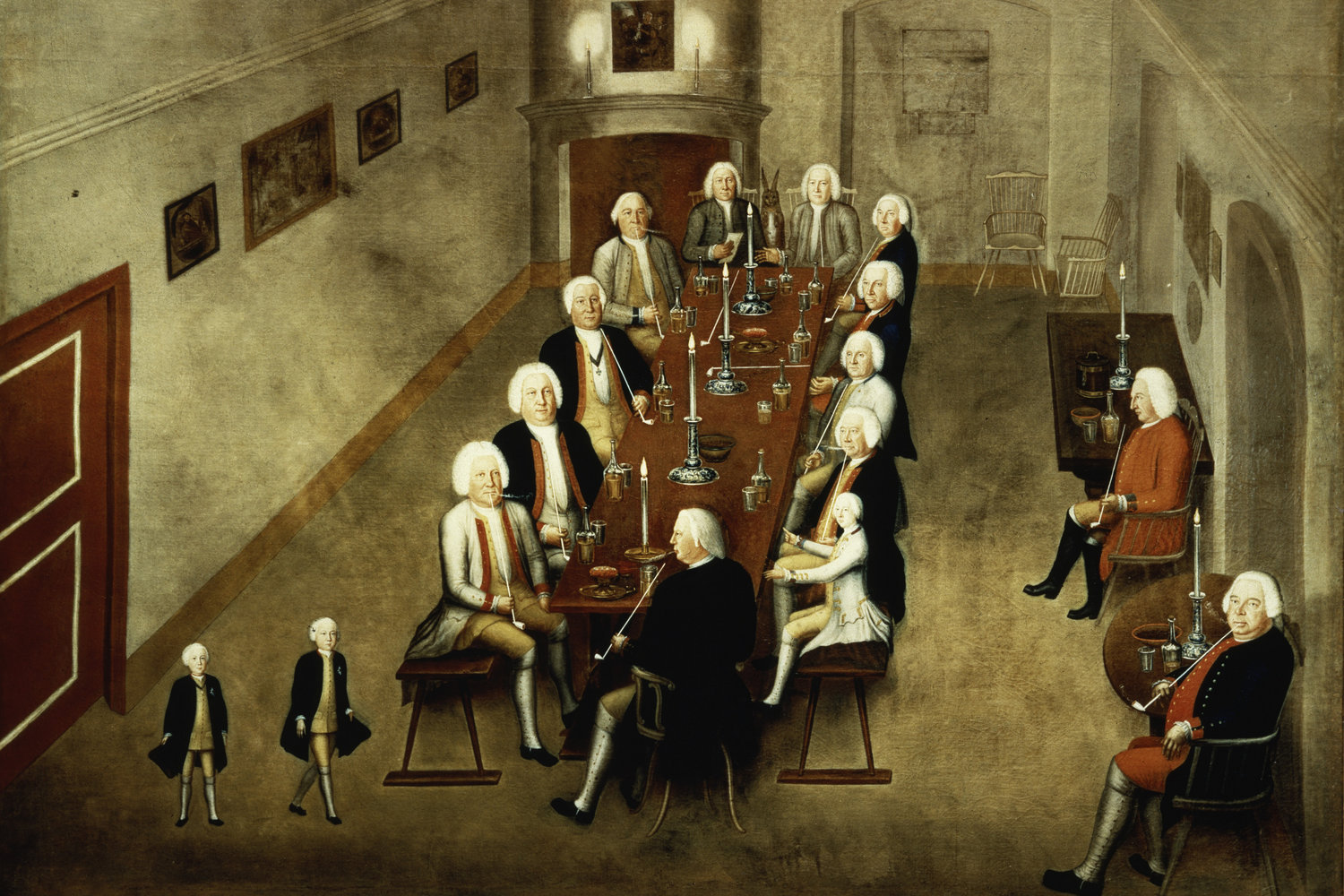
Das Tabakskollegium im Schloss Königs Wusterhausen

Die Veränderungen im täglichen Ablauf am Hof waren drastisch. Statt ausufernden Vergnügungen herrschte rege Arbeitsamkeit. Vormittags arbeitete der König für mehrere Stunden im Kabinett. Dem schloss sich eine Audienz für Beamte und Militärs an. Dann folgte eine königliche Exerzierstunde und die Abnahme der Wachparade vor dem Schloss durch den König. Kamen neue Diplomaten anderer Höfe an den Berliner Hof, wurden diese nicht mehr mit dem Schauspiel einer Karossenauffahrt beehrt, wenn sie ihre Beglaubigungsschreiben überreichten.
Am Abend begann die Abendunterhaltung am Hof. Wie sein Vorgänger hielt auch Friedrich Wilhelm I. ein Tabakskollegium ab. Die barocken Prunksessel ließ er aber gegen einfache Holzschemel austauschen und das sonstige Zeremoniell für diese Institution außer Kraft setzen. Weitere Tabaksstuben wurden im Potsdamer Stadtschloss und im Schloss Königs Wusterhausen eingerichtet. Mit meist sechs bis acht Personen saß der König bis zum späteren Abend beisammen. Es wurde aus langen holländischen Pfeifen geraucht und Bier getrunken. Die Gesprächsthemen kreisten auch um die preußische Innen- und Außenpolitik. Als Gäste nahmen zu Besuch weilende Fürsten teil. Auch andere Persönlichkeiten erhielten Einladungen. Im Tabakskollegium wurden „lustige Räte“ als Hofnarren einbezogen, die als Zielscheibe von Spöttereien unfreiwillige Komödianten abgaben.

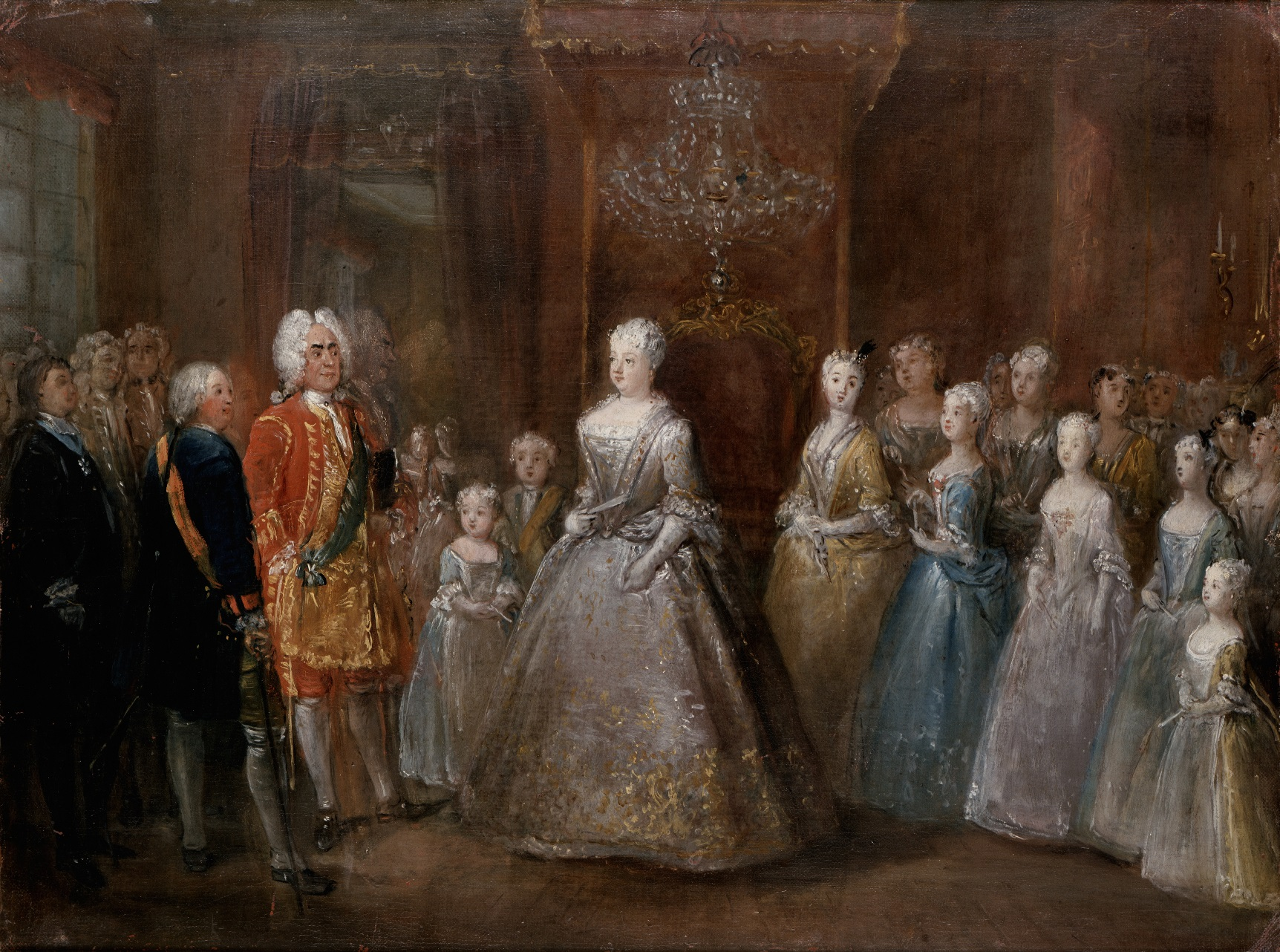
Seltene Ausnahme am preußischen Hof, größere Feierlichkeiten am Berliner Hof beim Staatsbesuch August II. in Berlin 1728

Die königlichen Wohnräume erhielten eine neue karge Ausstattung. Gardinen, Teppiche oder gepolsterte Stühle wurden entfernt. Die Zimmerwände wurden mit Kalk getüncht. Die übrigen Zimmer des Berliner Stadtschlosses waren dagegen weiterhin luxuriös möbliert. Insgesamt wurden viele französische Kunstgegenstände veräußert. Alles musste zweckmäßig und sauber wirken und sich an der holländischen Kultur orientierten. Der Schwerpunkt der Repräsentationsausgaben wurde auf die Anlegung eines Silberschatzes in Form von häuslichen Ausstattungs- und Gebrauchsgegenständen gelegt. Zwischen 1713 und 1740 wurden Mittel von sechs Millionen Reichstaler für die Sammlung dieses Schatzes im Berliner Stadtschloss ausgegeben. Potsdam mit dem Potsdamer Stadtschloss wurde von Friedrich Wilhelm I. zu seinem bevorzugten Aufenthaltsort noch vor Berlin. In Friedrich Wilhelms I. Regierungszeit entstand kein einziger Prachtbau für seine eigenen Zwecke. Lediglich das eher spartanische Jagdschloss Stern in der Potsdamer Umgebung stellte eine Ausnahme dar. Die staatlich angeschobenen Bautätigkeiten verschoben sich statt der üblichen Luxushäuser auf Bürgerhäuser, Kirchen und Militäreinrichtungen.
Der preußische Hof erhielt in den 1720er und 1730er Jahren ein eher biederes familiäres Gepräge. Da sich der König bevorzugt in den Monaten September, Oktober und November auf der Jagd in Königs Wusterhausen aufhielt, versammelte sich auch die Königsfamilie jedes Jahr im August im Schloss Königs Wusterhausen. Dort wurde ein eher anspruchsloses familiäres Leben auf dem Land geführt. Die dortige königliche Mittagstafel umfasste 24 Personen. Am Essen am Hof wurde ganzjährig nicht gespart, entgegen vieler vorhandener biografischer Angaben, die auf Falschbehauptungen der Königstochter Wilhelmine beruhen.

### Friedrich II. (1740–1786)

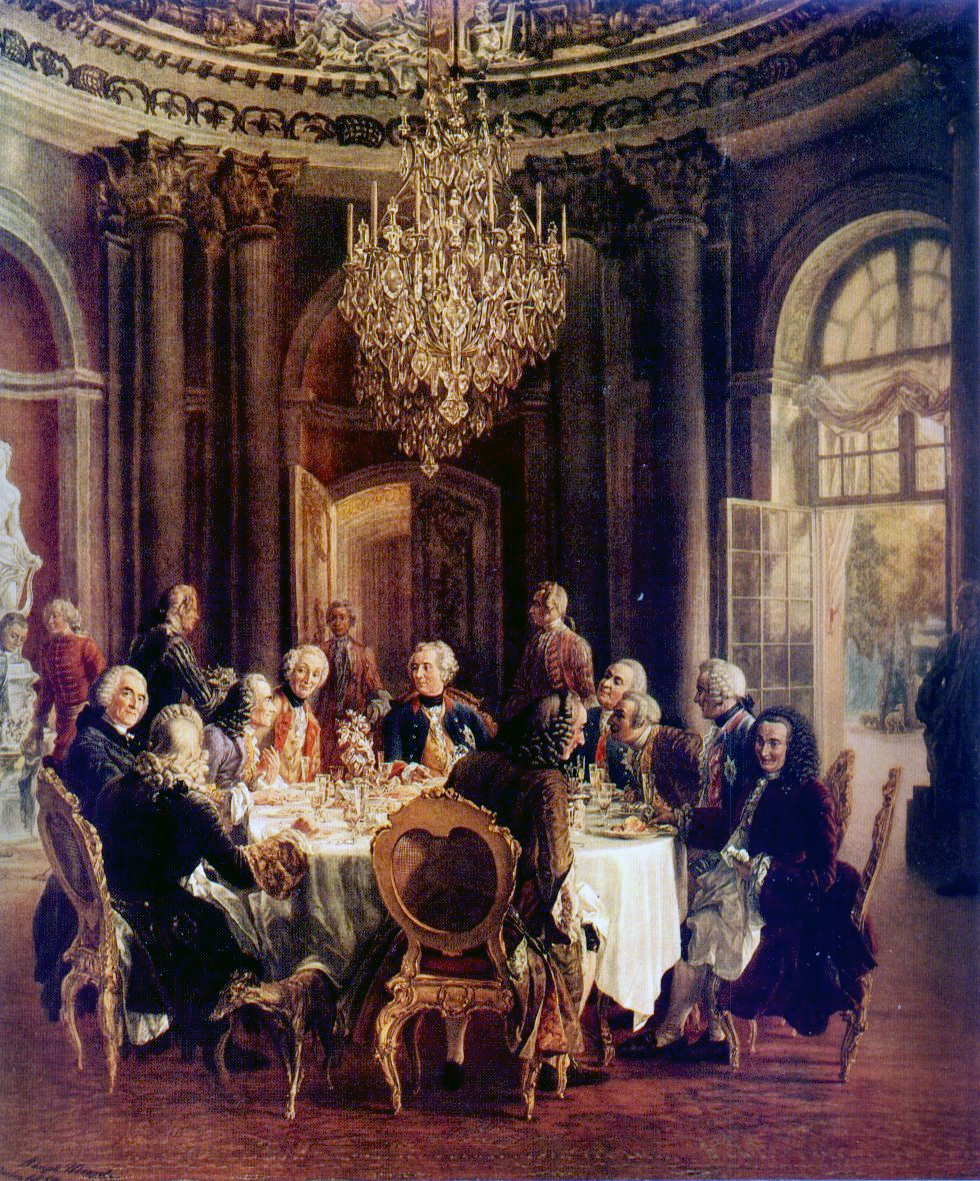
König Friedrichs II. Tafelrunde in Sanssouci (Gemälde von Adolph von Menzel, 1850; Kriegsverlust)

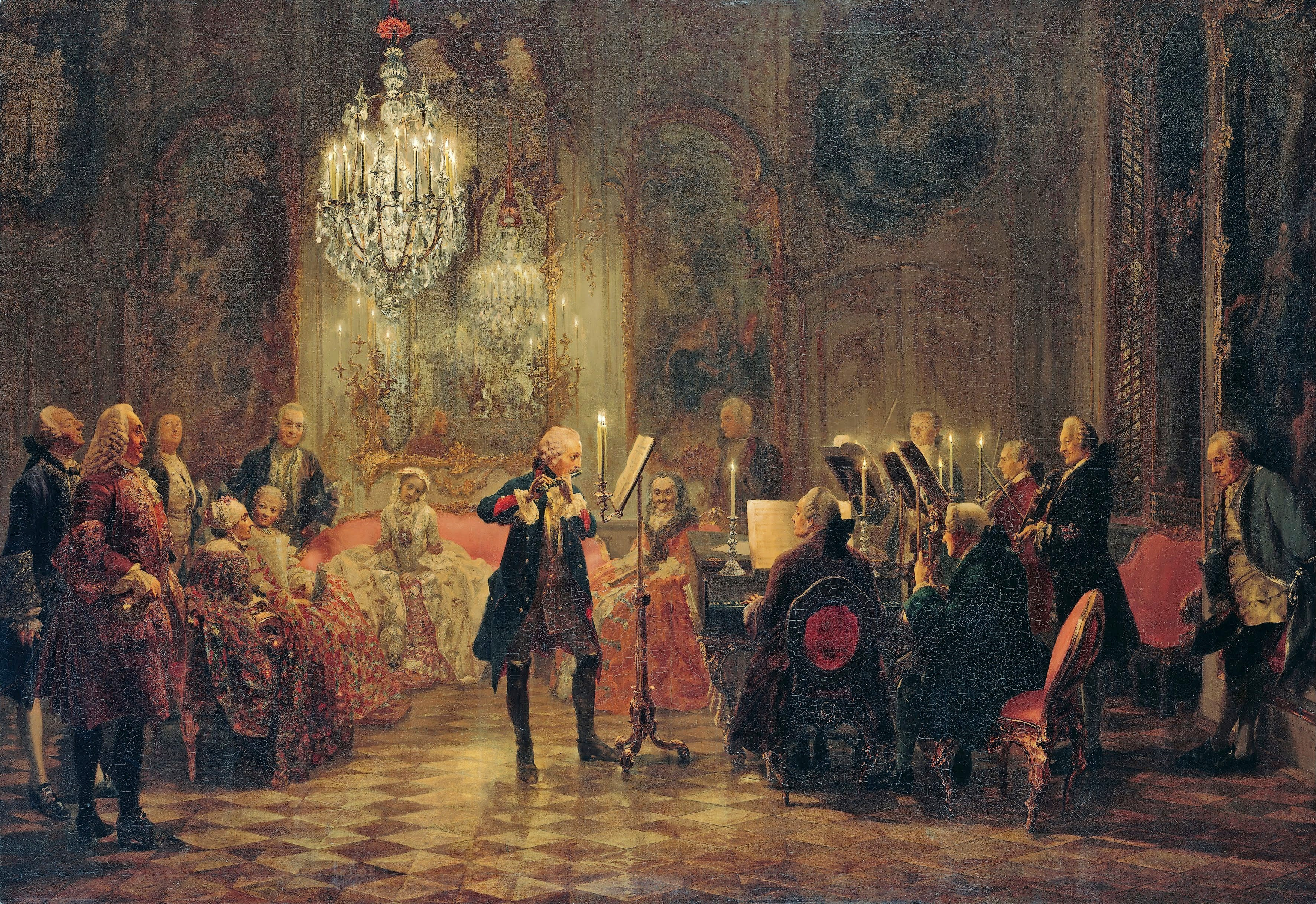
Flötenkonzert Friedrichs des Großen in Sanssouci (Gemälde von Adolph von Menzel, 1850–52)

Adolph Friedrich Erdmann von Menzel: Hofball im Schloss Rheinsberg

Höfische Tafelszene mit Friedrich d. Großen. Prunkvolle Darstellung einer im Kerzenlicht schillernden Abendgesellschaft

Friedrich II. beanspruchte nach der Übernahme der Regierung für sich eine „angemessene“ Hofhaltung. In gewissen Bereichen wurde der Hofstaat nach 1740 wieder ausgeweitet. Der Hofstaat wurde personell erweitert und das Hofleben gewann wieder an Glanz, da es nicht ganz ohne Zeremoniell im höfisch strukturierten politischen Europa dieser Zeit ging. Seit 1740 gab es wieder acht oberste Hofämter, von denen bis zum Tod Friedrich II. 1786 allerdings nur noch zwei übriggeblieben waren. Doch folgte daraus keine Rückkehr zu den Verhältnissen die unter Friedrich I. herrschten. und Friedrich II. setzte dem Grunde nach die Hofkultur seines Vaters im Großen und Ganzen fort. Die obersten Hofchargen besetzten weiterhin militärische Würdenträger. Das von seinem Vater abgeschaffte Hofzeremoniell wurde dem Grunde nach nicht wiederhergestellt. Auch eine hierarchische Hofordnung wurde nicht erlassen. Lediglich eine Hofkapelle für 50.000 RT im Jahr ließ der König aufstellen. Für den aufgeklärten absoluten Herrscher und nach damaligen Verhältnissen modern denkenden und handelnden König Friedrich II. galt nicht die sakrale Selbsterhöhung und die Errichtung eines festlichen Herrscherkults als maßgeblich. Vielmehr sollte der Fürst eines Landes sich als Diener seines Volkes verstehen, seine Mittel ökonomisch sachdienlich und effizient einsetzen und sich an den Rahmen des vorhandenen ökonomischen Potentials orientieren.
Entsprechend negativ urteilte Friedrich II. in seiner Geschichtswerke über den überbordend betriebenen höfischen Kult seines Großvaters. Ähnlich wie einst Friedrich I. hatten einige Fürsten des Reiches zur Zeit Friedrichs II eine für ihre Verhältnisse zu große Hofhaltung aufgebaut, die nicht mehr in einem ökonomischen sinnvollen Verhältnis zur eigenen Staatsmacht stand. Dadurch wurden deren Territorien überbeansprucht und ruiniert.
Herrschaftliche Repräsentation galt zeitgemäß als prinzipiell legitim. Die Mittel hierzu lagen im Zeitalter des Absolutismus den Fürsten relativ frei zur Verfügung. Ab der Jahrhundertmitte bis Ende des 18. Jahrhunderts nahm die Bedeutung des Hofs als Herrschaftskonstitutierender Faktor ab. Statt Gottesgnadentum erhielten staatliche und rationale Begründungen, hervorgerufen durch das Wirken der Aufklärer, eine größere Bedeutung für die Herrschaftslegitimation der Monarchen in Europa. Für die Formulierung und Durchsetzung des Herrschaftsanspruchs benötigten die Monarchen den Hofstaat nur noch bedingt. Friedrich II. legte entsprechend seiner persönlichen Prämissen den Schwerpunkt seiner höfischen Politik auf die Errichtung einer für sich wirksamen Privatsphäre. Zum höfischen Zeremoniell und zur schaustellenden Repräsentation der königlichen Macht eine negative Einstellung. Einen Hofstaat wie den französischen Hof in Versailles strebte Friedrich nie an, dennoch musste die aufsteigende Macht Preußen den zahlreicher werdenden Gästen und Repräsentanten einen höfischen Mittelpunkt bieten und diese auch unterbringen können. Ein verstärkter Ausbau und Neubau königlicher Residenzen war die Folge. Seine Vorstellung von einem philosophischen Leben suchte er mit dem Bau von Schloss Sanssouci zu verwirklichen. Dort entstand ein Ort ohne staatliche Repräsentationspflichten und höfische Etikette.
Der Aufbau und die Unterhaltung einer Hofoper galt für diejenigen Fürsten erstrebsam, die auf die Repräsentation landesherrlicher Macht zielten. Im 18. Jahrhundert waren die Fürstenhöfe neben den Kirchen die wichtigsten Träger des Musiklebens. Der musikalisch begabte Friedrich II. ordnete ebenso die Wiederbelebung eines musikalischen Hoflebens an und ließ von 1741 bis 1743 das Opernhaus unter den Linden errichten. Diese diente fortan als Hofoper. Für sie galt die höfische Etikette. Ihr Zuschauerraum bildete die soziale Stellung der damaligen höheren preußischen Staatsgesellschaft ab. Der Hofadel besetzte den 1. Rang. Die nicht hoffähigen Adligen sowie die Angehörigen der staatlichen Behörden nahmen den 2. Rang ein. Im 3. Rang saßen die gut situierten Großbürger. Im Parterre saßen die Armeeoffiziere und ganz vorne der König mit Brüdern und dem engeren Hofstaat. In den Parterrelogen saßen auswärtige Besucher. Damit entstand während der Aufführungen so etwas wie eine repräsentative Öffentlichkeit. Die Ausgaben für die italienische Hofoper entsprachen dem Rang einer mittleren Macht. Beim Aufbau der Besetzung orientierte sich Friedrich II. an Dresden.
Nach der Regierungsübernahme war zunächst das Schloss Charlottenburg Regierungssitz des Königs. Das Schloss wurde ausgebaut und die damals noch eigenständige Stadt Charlottenburg erlebte mit dem Hofstaat, Gästen und Gesandten eine goldene Zeit. In Berlin hielt sich Friedrich nur während der Karnevalssaison über längere Zeit auf. In dieser Zeit wurde das Weihnachtsfest, sein Geburtstag und der Geburtstag von Prinz Heinrich feierlich ausgerichtet an dem auch das diplomatische Korps empfangen wurde. In der Zeit von Dezember bis Januar zeigte sich der preußische Hof in aller Pracht. Bälle, Maskeraden und Opern wechselten sich ab. 1747 zog der König nach Potsdam. Im Sommer bezog Friedrich II. das neu errichtete Weinbergschloss Sanssouci und im Winter residierte er im modernisierten Stadtschloss von Potsdam. Der preußische Hof des Königs wurde zu einer Pluralen Hoflandschaft innerhalb des Berliner Residenzraums ohne festen Mittelpunkt. Regierungsbehörden und der sonstige königliche Hofstaat blieben in Berlin. Im Schloss Sanssouci selbst residierte es bis auf den König kein weiterer Angehöriger des Hofstaats. Gäste übernachteten in der Regel nicht im Weinbergschloss. Um Sanssouci herum entstanden eine Reihe von Gebäuden, die den Vorstellungen des Königs vom höfischen Leben entsprachen. So die Orangerie, in der während des Sommers Opern, Konzerte und Bälle gegeben wurden. Daneben entstand die Bildergalerie als privates Refugium des Königs. Der Park wurde ständig erweitert; so entstanden das Chinesische Teehaus oder das Belvedere nahe dem Neuen Palais. Durch die Abwesenheit Friedrichs II. von Berlin erhielten die weiteren familiären Nebenhöfe der Hohenzollern eine Steigerung ihrer repräsentativen Bedeutung für den preußischen Staat, ohne jedoch zugleich an politischer Bedeutung dazuzugewinnen. Die Königinmutter Sophie Dorothea blieb bis zu ihrem Tod 1757 formelles Oberhaupt des Hofstaats nach dem König. Als solche erfüllte sie vor allem die repräsentativen Pflichten, wozu auch die Fürstenempfänge gehörten. Nach dem Siebenjährigen Krieg übernahm die Königin diese Rolle. Elisabeth Christine erhielt für ihre Aufgaben neben ihrer eigenen Residenz Schloss Schönhausen auch Räumlichkeiten im Berliner Stadtschloss von Friedrich II. zugewiesen. Neben der im Schloss Monbijou residierenden Königinmutter hatten auch die Geschwister jeweils ihren eigenen Hofstaat, ebenso die formelle Königin, die Ehefrau Friedrichs. Die Unterhaltshöhe war vertraglich festgelegt und die Mittel kamen aus der Generaldomänenkasse. Es gab zu der Zeit insgesamt 12 preußische Höfe. Die drei höchsten repräsentierten der König, die Königinmutter und die Königin. Der Hofstaat der Königin bestand aus neun Hofdamen, zwei Kammerherren, zwölf Pagen, acht Lakaien, Koch und Kutscher. Ihr Jahresbudget betrug 41.000 Reichstaler. Friedrichs jüngerer Bruder Prinz Heinrich der seine Residenzen im Palais unter den Linden und im Schloss Rheinsberg hatte verfügte über 70.000 RT Unterhalsbudget im Jahr. Zu seinem Hofstaat gehörten zeitweise über 130 Bedienstete.
Die Hofpolitik Friedrichs, der keinen zentralen Hof aufbaute, sorgte für eine weitergehende Entpolitisierung des Hofes und zu einer sich fortsetzenden Dezentralisierung und Fragmentierung wie sie schon unter seinem Vater Friedrich Wilhelm I. begonnen hatte. Das private, familiäre Element des Hofes gewann an Bedeutung.
Zur Mitte des 18. Jahrhunderts waren mehr als 1000 Personen am preußischen Hof beschäftigt. Im Vergleich dazu hatte der bayerische Hof eine Größe von 1500 Personen zeitgleich inne. Der kaiserliche Hof in Wien hatte zu der Zeit eine Größe von 2000 Personen. Insgesamt hatte sich der preußische Hof wie alle anderen deutschen Höfe seit dem 16. Jahrhundert erheblich vergrößert. Dafür sorgte die Ausweitung der Haushaltsmittel, die Ausdifferenzierung des Regierungsapparats und die Erweiterung der Hofbereiche, z. B. durch die Anstellung von Hofmusikanten oder Künstlern. Nach 1763 wies überstieg der Hofetat nicht wesentlich die Summe von 300.000 RT im Jahr, wobei ihr relativer Anteil an den Gesamtstaatseinnahmen stark abnahm, da diese bis 1786 auf 20 Millionen Reichstaler (1740: 7 Millionen RT) anwuchsen.
Nach dem Siebenjährigen Krieg kam es zu einer umfassenden personellen, baulichen und künstlerischen Neuordnung in der preußischen Hoflandschaft. Es gab eine regere Personalpolitik, es wurden erhebliche Bauinvestitionen vorgenommen und die Innenausstattungen der Hofeigenen Immobilien wurde erneuert. Die Bauprojekte wie das neu errichtete Prunkschloss Neues Palais, das Friedrich als Gästeschloss diente, waren wieder ähnlich großdimensioniert und repräsentativ orientiert wie in der Zeit um 1700 unter Friedrich I. Insgesamt wurde das Hofleben lebendiger und farbenfroher, wobei große Festlichkeiten eher selten vorkamen. Großbauten wie das Neue Palais wurden vor allem nach außen hin als Machtdemonstration des preußischen Staates legitimiert, der trotz der Kriegsverluste immer noch über Potenzial verfügte. Zwar nahm die Zahl der Kammerherren am preußischen Hof zu, doch blieb diese Zahl immer noch hinter den anderen deutschen Fürstenhöfen übliche Personaldecke zurück.

Neu errichtete Hofimmobilien im 18. Jahrhundert
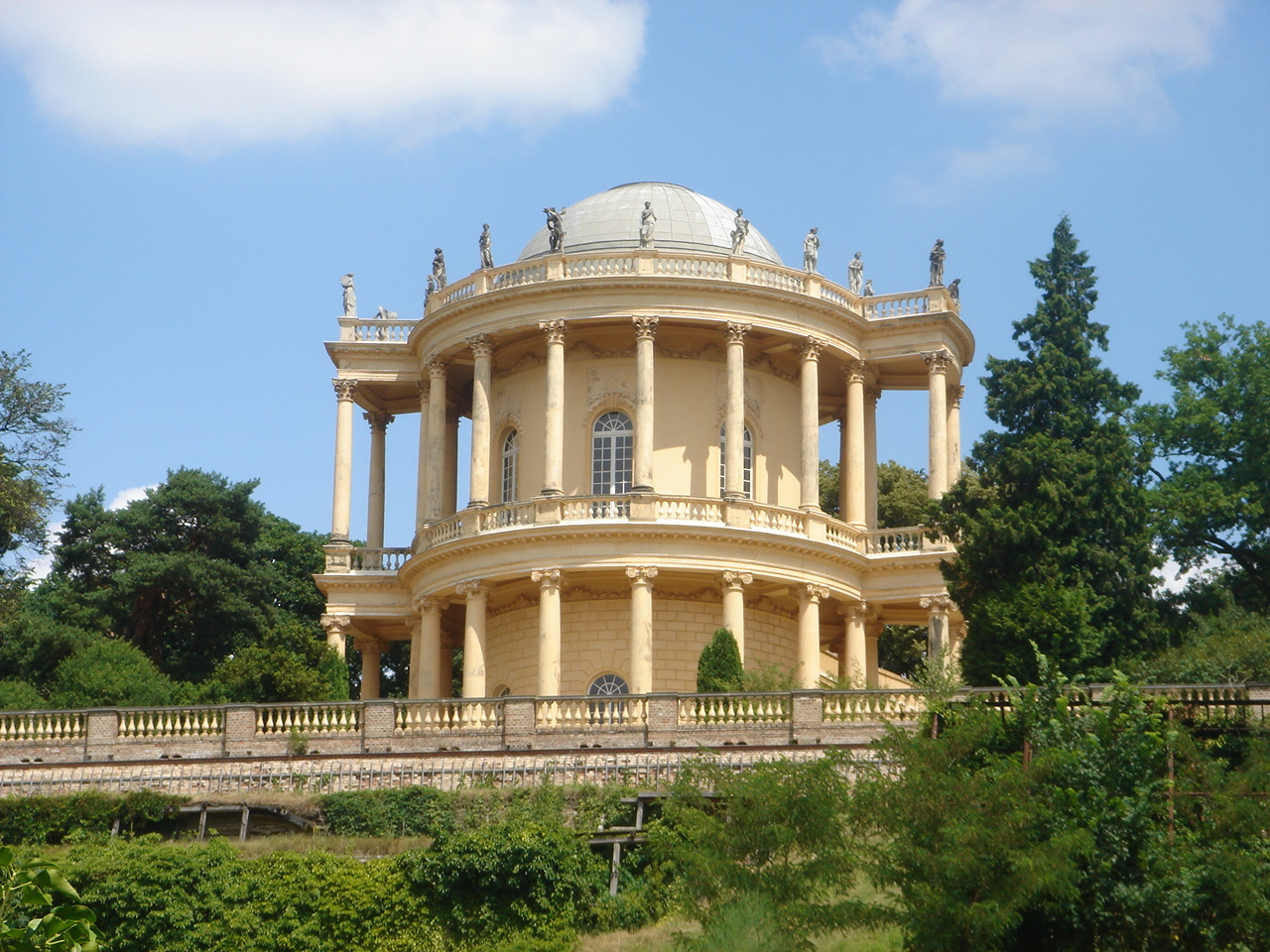
Belvedere auf dem Klausberg
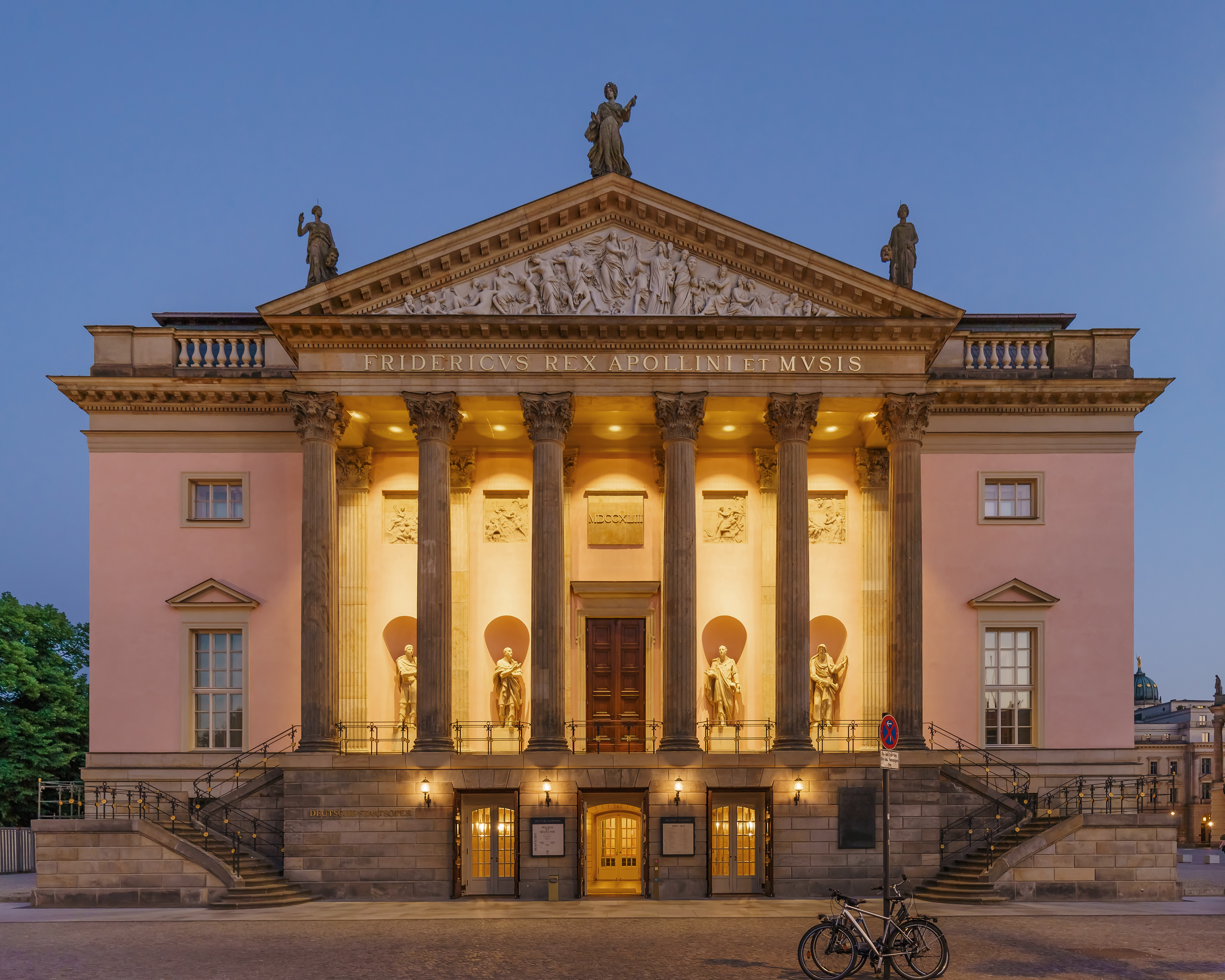
Königliche Hofoper
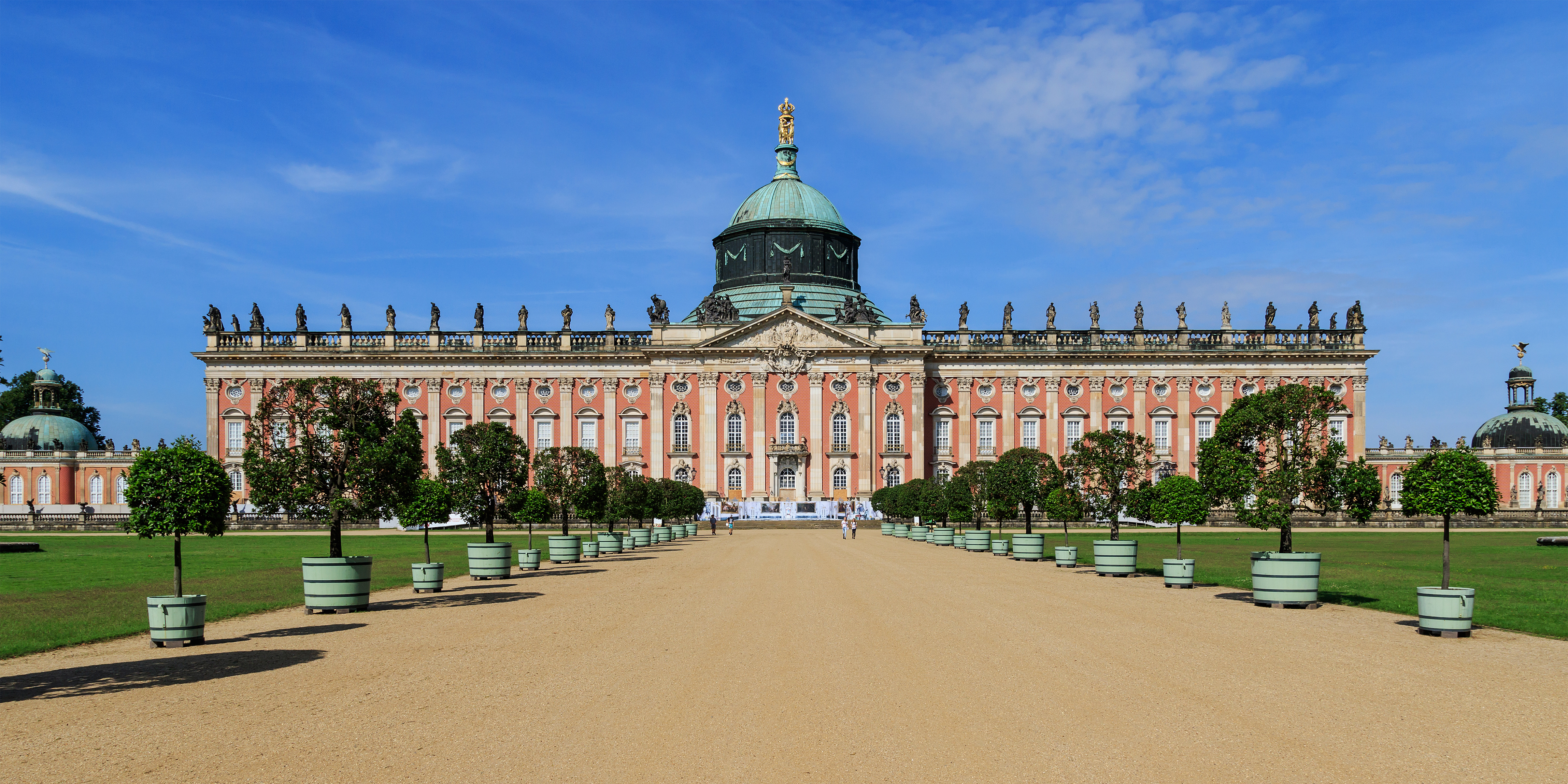
Neues Palais im Park Sanssouci
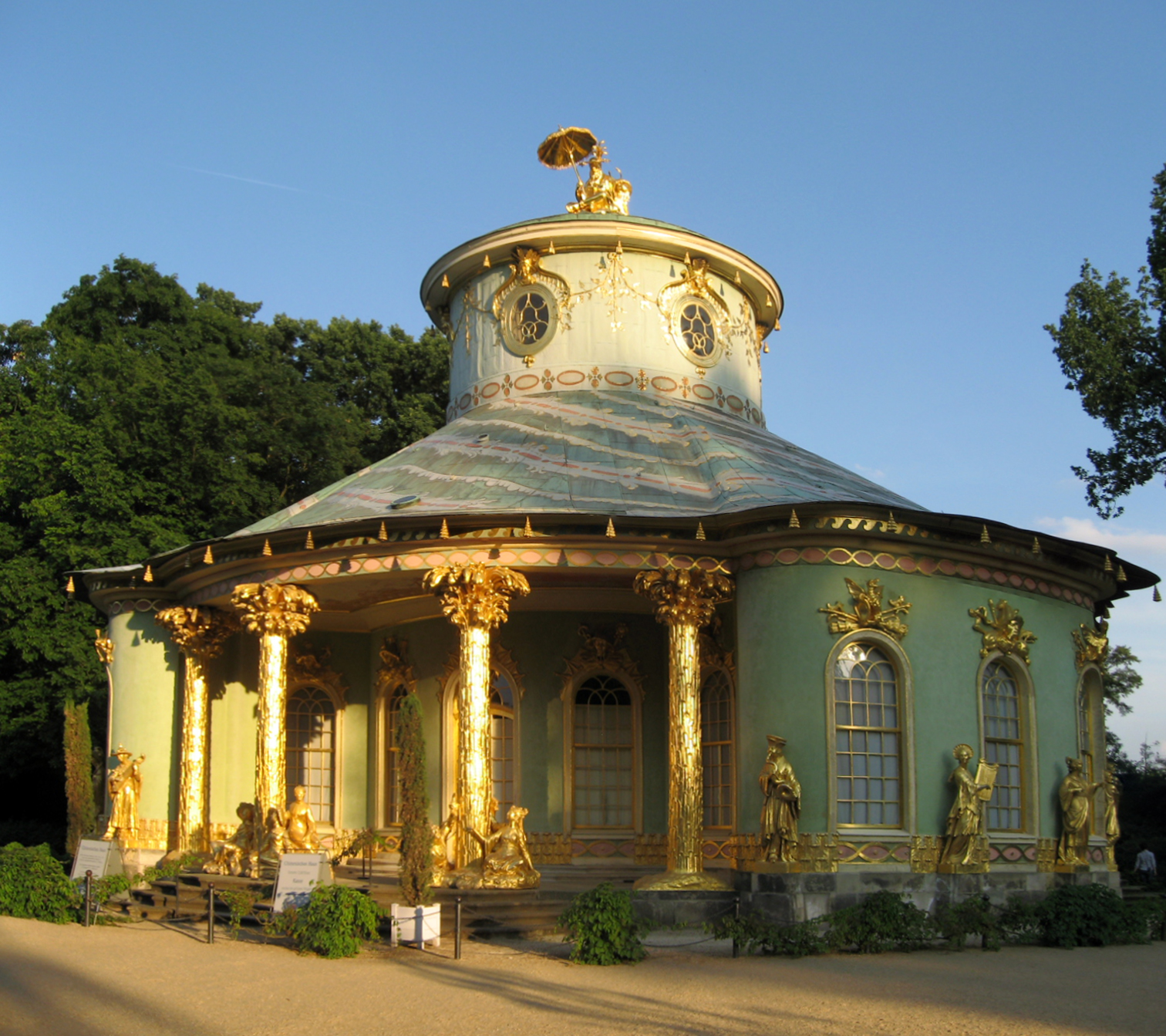
Chinesisches Haus
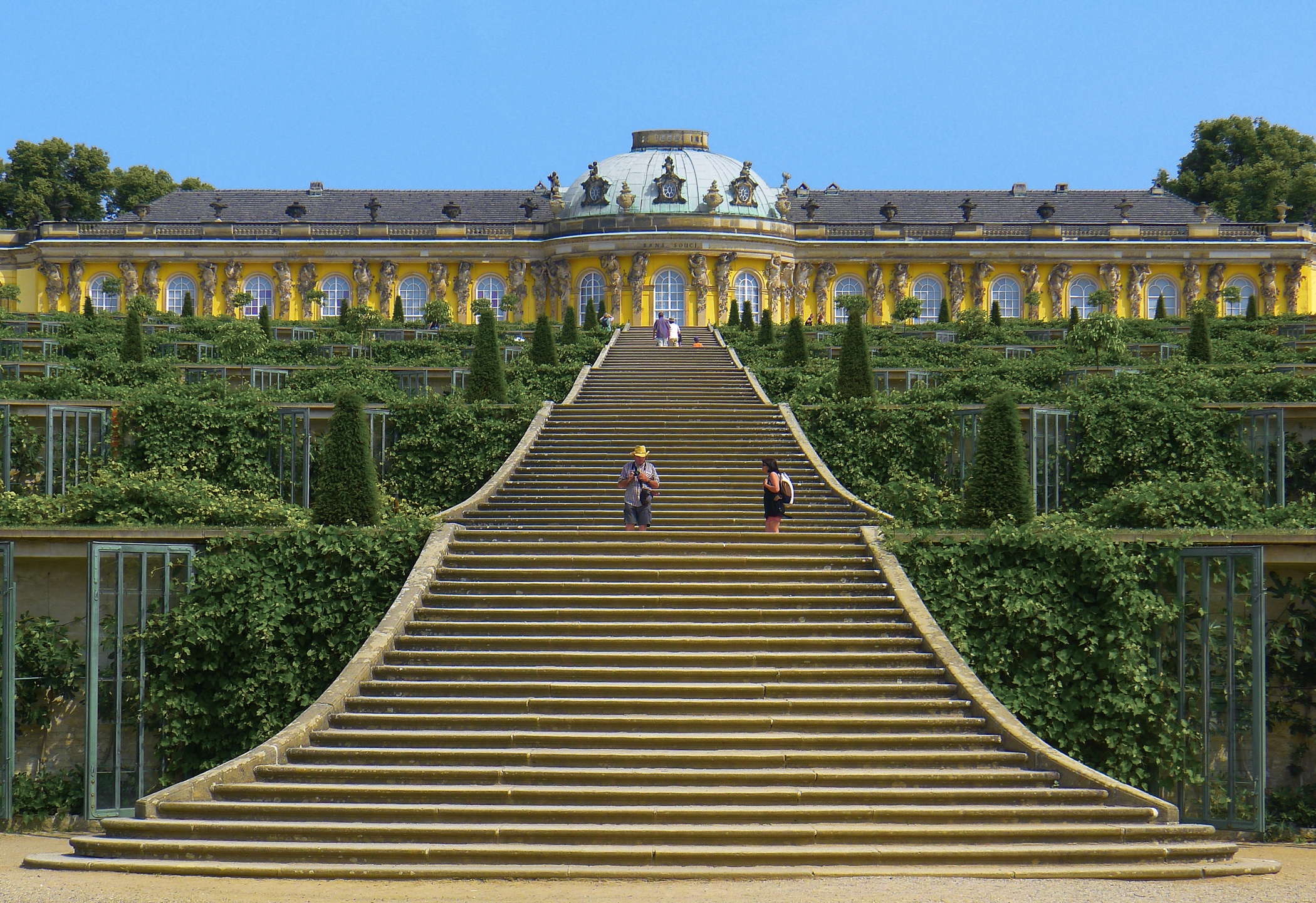
Schloss Sanssouci
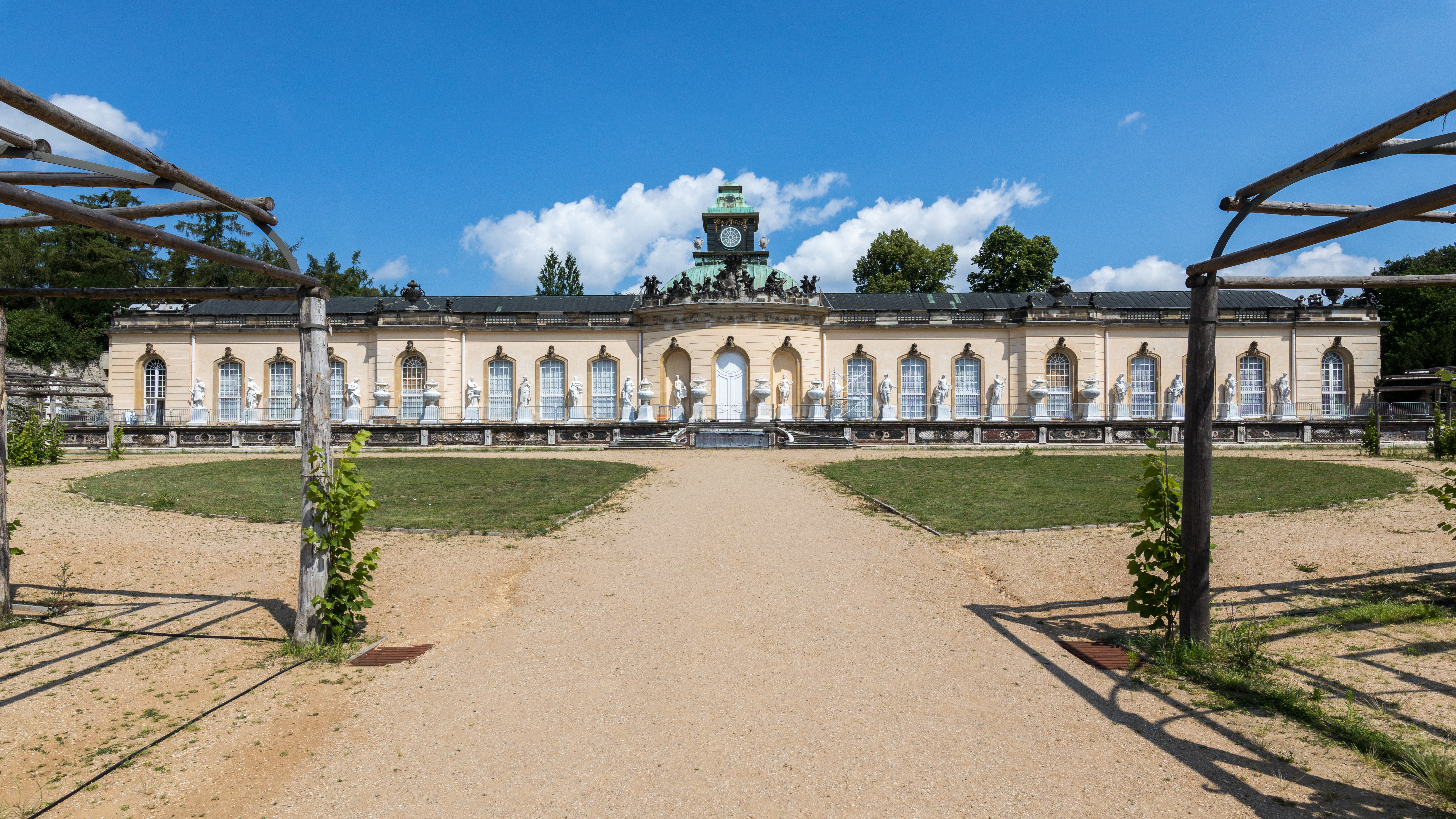
Bildergalerie Sanssouci
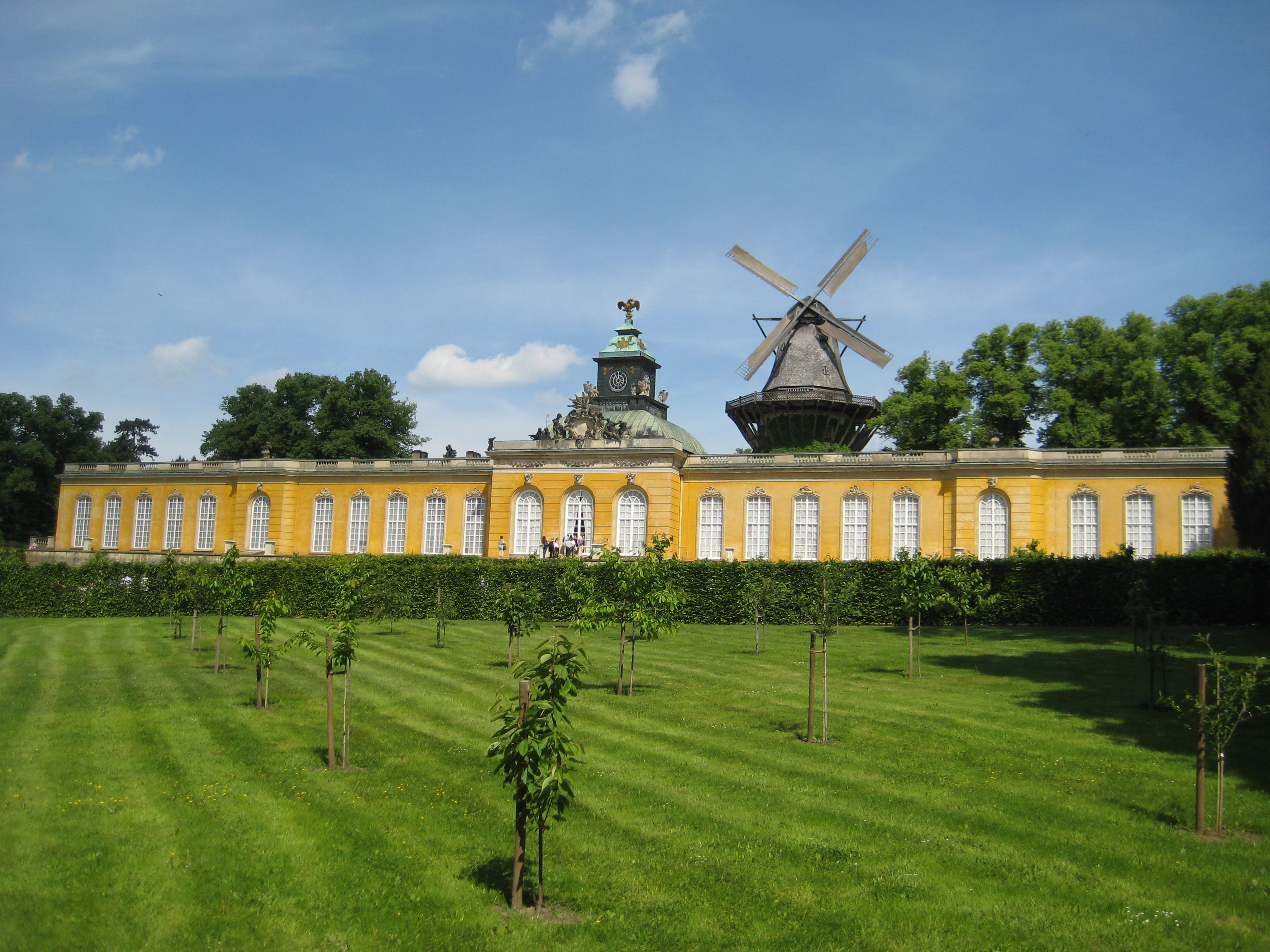
Die Neuen Kammern, im Hintergrund die Mühle von Sanssouci

### Friedrich Wilhelm II. (1786–1797)

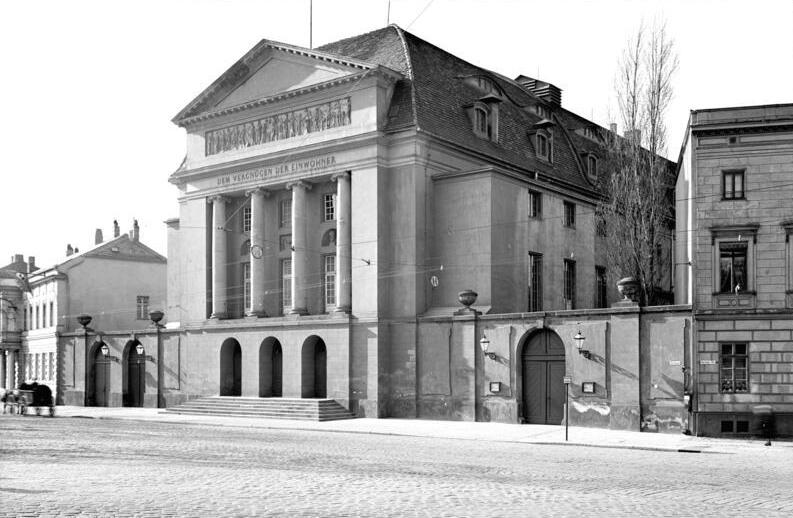
1796 errichtetes Königliches Schauspielhaus in Potsdam

Friedrich Wilhelm II. schwächte durch seine Person das Königsamt als Zentralstelle preußischer Politik ab. Es bildeten sich vorgelagerte Stellen, die an Einfluss gewannen und die Stellhebel der Politik anstelle des Königs bedienten. Unabhängig davon sorgte der König im Gegensatz zu seinem Vorgänger für einen erheblichen Ausgabenanwuchs für die Aufwendungen seines Hofstaats. Hatte Friedrich II. etwa 220.000 RT für seinen Hofstaat aus den Mitteln der Domäneneinkünfte bezogen, betrugen die Ausgaben unter Friedrich Wilhelm II. zwei Millionen RT und damit ein Achtel des gesamten Haushalts. Eine bis dahin unbekannte Mätressenkultur entwickelte sich am preußischen Hof.
Während der Regierungszeit von Friedrich Wilhelm II. wurde überhaupt keine große repräsentative Schlossarchitektur geschaffen. Lediglich das Marmorpalais am Heiligen See in Potsdam wurde als kleines Lustschlösschen neu erbaut. Die Ausgaben für den Hof betrugen im Todesjahr des Monarchen 1797 529.127 RT.

### Unter Friedrich Wilhelm III. (1797–1840)
Unter König Friedrich Wilhelm III. wurde der seit 1713 betriebene Prozess der Trennung von Amt und Privatleben des Herrschers greifbarer. Der Hof war nun im Verständnis der Zeitgenossen nicht mehr die zentrale Regierungsstelle wie noch zuvor, sondern primär der Wohnort einer Familie. Die Trennung zwischen Staat und Familiendynastie wurde damit wesentlich befördert. Der Autokrat begriff sich selbst nicht mehr als Staat, wie der absolutistische König Ludwig XIV. (L’état, c’est moi), sondern sah im Staatswesen eine Anstalt, als Objekt außerhalb seines eigenen Wirkungsfelds. Dazu bei trug das 1794 verabschiedete Allgemeine Landrecht. Dieser vorangeschrittene Verstaatlichungsprozess mündete allerdings noch nicht in die Einführung einer schriftlich fixierten Konstitution, sondern war mehr ein ideeller Transformationsprozess, der das soziale System nicht sichtbar umwandelte. In deren Folge konnte ein preußischer König nicht mehr die gleiche politische Dominanz wie Friedrich II. oder Friedrich Wilhelm I. entwickeln. Es gab inzwischen zu viele formelle aber auch informelle politische Akteure und Institutionen, die sich als Vetospieler in dem Herrschaftsgefüge betätigen konnten, in einem insgesamt komplexer gewordenen preußischen Herrschaftssystem. All das geschah weiterhin ohne schriftlich fixierte Regeln des politischen Systems und damit willkürlich und für die vergrößerte preußische Öffentlichkeit nicht nachvollziehbar und intransparent.

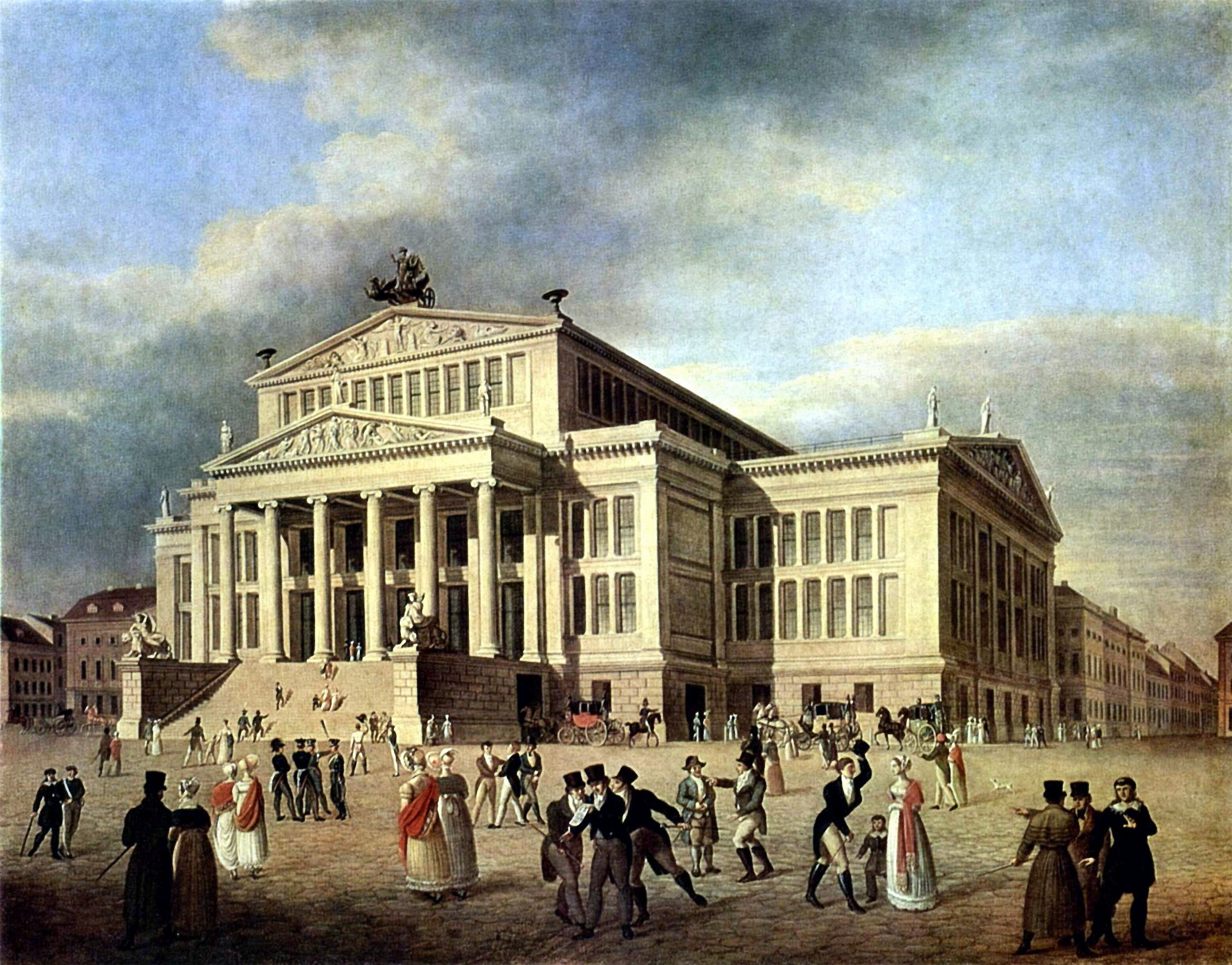
Das Königliche Schauspielhaus um 1825

Die persönliche Schüchternheit des Königs und sein zurückhaltendes Wesen begünstigte noch die Zurückdrängung der Monarchie im politischen Gefüge Preußens.
Nach der Besetzung Berlins durch französische Truppen im Herbst 1806 in Folge des Vierten Koalitionskriegs zog der preußische Königshof nach Königsberg und Memel und hielt sich dort zwischen Oktober 1806 und Dezember 1809 auf. Es kam zu kriegsbedingten Einschnitten beim Hofstaats. Die Ausgaben des Hofmarschallamtes für Repräsentationszwecke, das für Verpflegung und Bedienung des königlichen Hofstaates zuständig war, wurden reduziert. Lediglich die Aufwendungen für die Bedürfnisse der königlichen Familie wurden aufrechterhalten. Der Personalkörper am Exilhof wurde auf 77 Personen ohne Marstall im Februar 1808 reduziert. Der Unterhalt von Offizieren und anderen Personen, die nicht zum unmittelbaren Hofstaat des Königs gehörten, wurde ganz ausgesetzt.
Der preußische Hof residierte von Januar 1808 bis Dezember 1809 im Königsberger Schloss. Dieses wurde für ein angemessenes Hofleben neu ausgestattet und renoviert. Mobiliar wurde von der Königsberger Bevölkerung geliehen, neu erworben oder aus Berlin herangeholt. Trotz aller verordneten Sparsamkeit bei den limitierten Hoffinanzen wies auch das Königsberger Hofleben die üblichen repräsentativen Elemente auf: Diners, Theater- und Konzertabende, Feierlichkeiten zu Geburtstagen sowie zahlreiche Ausflüge und Spazierfahrten während der Sommermonate. Auch fürstliche Besucher wie Kaiser Alexander I., Großfürst Konstantin mit Gemahlin, den Herzog von Württemberg mit Gemahlin und Fürst Wilhelm von Oranien wurden empfangen. 1808 und 1809 wurde nordwestlich von Königsberg das barockes Landhaus mit Park – Luisenwahl – als Sommerresidenz angemietet. Der Großteil des königlichen Hofstaates war in Berlin zurückgelassen worden, musste aber nach wie vor versorgt werden. Dies betraf 266 Bediente ohne Garten- und Marstallbediente im Dezember 1807. Dies war jedoch durch die Zahlungsunfähigkeit des Hofmarschallamtes nicht durchgehend möglich. Die Verantwortlichen in Berlin baten beim König um Abhilfe. Von dort kamen aber nur einzelne Geldanweisungen. Den ärmsten Hofdienern wurde im Mai 1808 mietfreies Wohnen in den königlichen Schlössern von Berlin und Potsdam gewährt. Höhere Hofstaatsmitglieder verzichteten teilweise auf ihr Gehalt (zum Beispiel Hofmarschall Valentin von Massow) oder quittierten vorübergehend ihren Dienst (Burchard Friedrich von Maltzahn als Hofmarschall des Prinzen Wilhelm). Im Gegensatz dazu erhielten die preußischen Prinzen und Prinzessinnen, die nicht mit nach Königsberg gegangen waren, weiterhin ihre Apanagen.
Der König war insgesamt der Repräsentation abgeneigt und bevorzugte Einfachheit und Zurückgezogenheit. Die Karnevalssaison mit ihren Bällen fand wie eh und je statt. Der Schauplatz höfischer Feierlichkeiten war immer noch das Hofopernhaus und das Schauspielhaus. Obwohl beide Häuser höfische Institutionen waren, gab es auch eine öffentliche Theaterkasse. Die bedeutendsten Festlichkeiten die der Hof Friedrich Wilhelms III. veranstaltete waren das bekannte „Lalla-Rukh Fest“ von 1821 und das „Fest der Weißen Rose“ von 1829. Für die monarchische Repräsentation wichtiger war aber das Militär. Höfischer Glanz und Glamour dieser Jahre entfalteten vor allem Militärereignisse. Für Revuen und Paraden der preußischen Armee wurden die Prinzen und sonstige Angehörigen der Hohenzollernfamilie und Mitglieder des Hofes bereits frühzeitig in ihrem Leben einbezogen, um sie so an das Militär zu gewöhnen. Nach zeitgenössischen Urteilen handelte es sich bei Preußen um eine Militärmonarchie. Demnach hatten alle Offiziere den Status hoffähig, während nur sehr hohen Zivilstellen die Möglichkeit zur Präsenz am Hof eingeräumt wurden. Der Berliner Hof des Vormärz reagierte lediglich auf die geistigen Strömungen der Zeit. Überhaupt mangelte es dem Hof als soziales Zentrum der Gesellschaft darin, einige der Strömungen aufzugreifen und repräsentativ für die Nation zu machen. Dies war beispielsweise eine Funktion die der erneuerte französische Königshof innehatte.
Die preußischen Reformen hatten weitere entscheidende Schritte zur Trennung von Monarchie und Staat nach sich gezogen. Seit 1819 war das Ministerium des königlichen Hauses für die Vermögensverwaltung der Dynastie zuständig. Staatsvermögen und Vermögen der Dynastie wurden nun als voneinander getrennt verstanden und verwaltet. Damit einher konnte der Monarch nun auch rechtlich nicht mehr über Staatsvermögen verfügen als wäre es sein eigener Privatbesitz.
Da der Fürst nun aufhören musste den Staat als sein Eigentum zu betrachten, war eine bedeutende Voraussetzung für die Einführung einer schriftlich fixierten Staatsverfassung gegeben.

### Friedrich Wilhelm IV. (1840–1857)

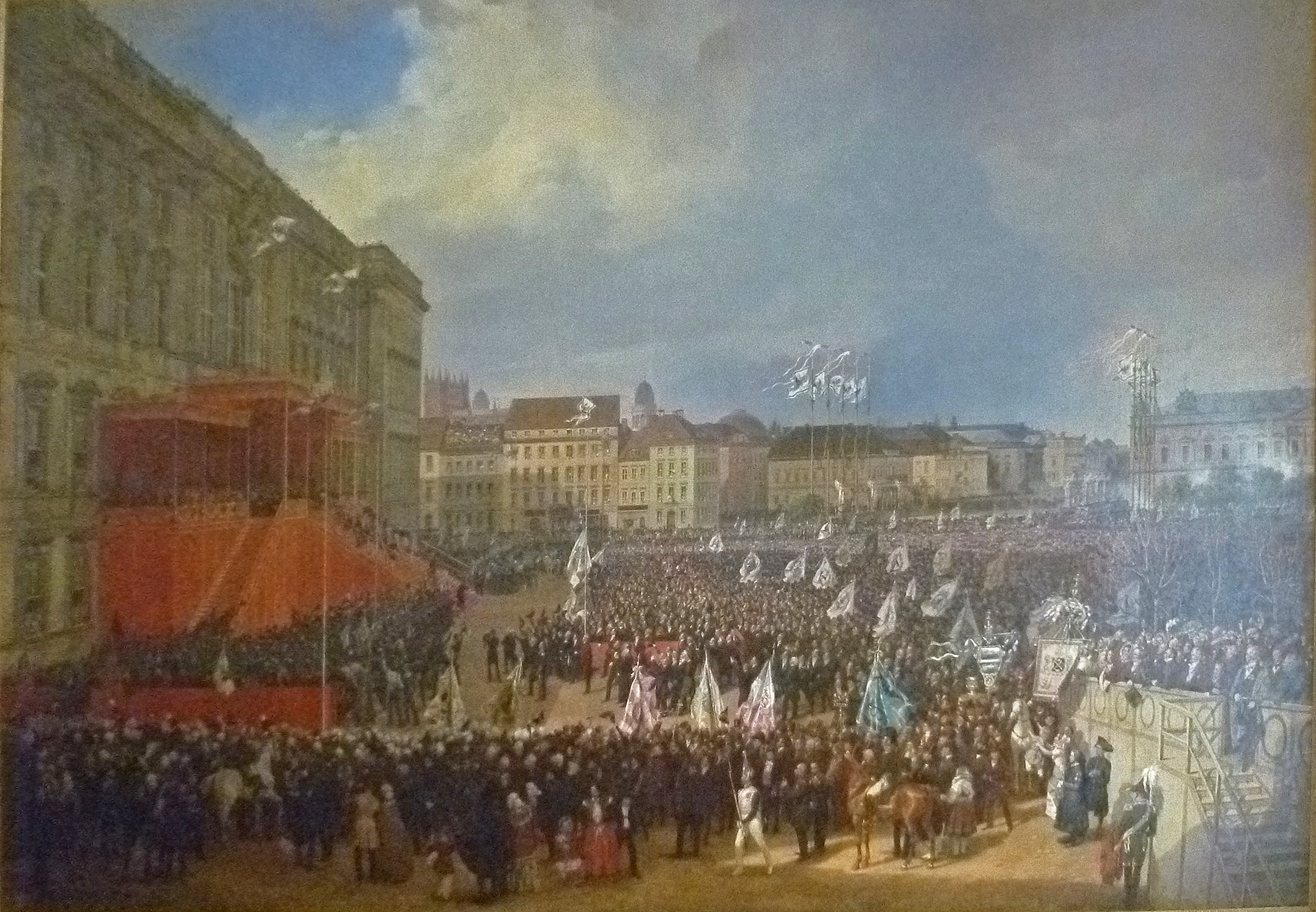
Huldigung vor Friedrich Wilhelm IV. am 15. Oktober 1840 vor dem Königlichen Schloss zu Berlin, Gemälde von Franz Krüger, 1844

Der Hof zur Zeit des „Romantikers auf dem Thron“ Friedrich Wilhelm IV. galt als geordnet, gut geführt und solide verwaltet. Der Hof veranstaltete aufwendige Festivitäten, die aber nicht verschwenderisch waren. Trotz einiger prunkvoller Höhepunkte gab es selten Glanz.
Der Hof wies nur eine begrenzte Leitbildfunktion für das aufstrebende Bürgertum auf. Der Hof konnte sich nicht mit dem zeitgleichen Hof Napoleons III. und Eugénie de Montijo messen.
Die Abläufe und Strukturen am Hof des Königs zu dieser waren routiniert und entwickelten sich nach den Bedürfnissen der eher introvertierten Charakterlage des Königs. Von 09:00 Uhr bis 15:00 Uhr Montags bis Donnerstag hielten die verschiedenen Behörden beim König Vorträge. Nach einer Pause und einem Essen am Nachmittag folgten weitere Arbeiten des Königs. Abends gab es eine Abendgesellschaft, die ebenso von Vorträgen geprägt war und einen eher monotonen Charakter hatte. Der Hof des Königs war insgesamt sehr beweglich, Ortsverlagerungen fanden häufiger statt. Diese richteten sich nach den jahreszeitlichen gesellschaftlichen Verpflichtungen. Die Wintersaison wurde teilweise im Berliner Stadtschloss und im Schloss Charlottenburg verbracht, um für die wichtigsten gesellschaftlichen Veranstaltungen, die im Januar begannen und bis Ende Februar anhielten, präsent zu sein. Im Frühjahr folgte der Umzug nach Potsdam, zunächst in das Potsdamer Stadtschloss, dann bei wärmeren Wetter in das Schloss Sanssouci. Im Spätherbst folgte der Umzug in das Potsdamer Stadtschloss. Häufig kam es zwischendurch zu Kurzaufenthalten andernorts. Die wiederkehrenden Verpflichtungen des Hofes betrafen die königlichen Truppenrevuen und -besichtigungen im Frühjahr und Sommer.
Einige Hoffeste in der Zeit des Vormärz fielen verhältnismäßig üppig aus. Darunter ragte Ende Februar 1843 das „Hoffest zu Ferrera“ und ein großer Maskenball nach Musäus „Teutsche Volksmärchen“ heraus. Im ersteren Fest nahm eine ungewöhnlich hohe Teilnehmerzahl von 3000 Gästen teil. Die Außenwirkung dieser Zurschaustellung wurde international beachtet und gewürdigt. Solche großen Feierlichkeiten waren aber die Ausnahme. Lediglich die Huldigungsfeste in Königsberg oder Berlin 1840 erreichten noch ähnliche Ausmaße.
Seit den 1840er und 1850er Jahren gab es eine beginnende Aufblähung der Hofstrukturen.

### Wilhelm I. (1857–1888)
In den Jahrzehnten vor der Reichsgründung schottete sich die Hofgesellschaft des Königshofs von der Gesellschaft ab. Die Wirkung des Hoflebens auf bürgerliche Kreise blieb weiterhin gering. Die politisch-gesellschaftliche Monopolstellung des Hofes zerfiel in der nun folgenden Zeit immer mehr, da sich in der Gesellschaft neue Quellen politischer Macht bildeten. Dazu gehörten zum Beispiel der Reichstag, Parteigründungen, Interessenverbände. Außerdem bekam der preußisch-deutsche Hof Konkurrenz zu luxuriösen Bällen, Diners und anderer gesellschaftlicher Veranstaltungen aus adeligen-, Regierungs- und Großbürgerlichen Kreisen. Ebenso zerbröckelte das Monopol des Hofes auf Kunst, Musik und Theater, welche früher zur Anziehungskraft des Hofs beigetragen hatten. Der König war nicht mehr wichtig für die individuellen Aufstiegschancen von ehrgeizigen Aspiranten und Anwärtern. Nichtsdestoweniger erlebte der Hof eine erneute Blütezeit; personelle Erweiterungen fanden statt und neue Hofämter wurden geschaffen.
Die seit 1713 bestehende Hofrangordnung wurde 1871 nach der Reichsgründung durch eine neue ersetzt. 1878 folgte eine neue Hofrangordnung. Nun gliederte sich die Hofgesellschaft in 62 Ränge. Die Leutnants bildeten die unterste Rangebene. Das bedeutete, dass alle Offiziere hoffähig waren. In anderen deutschen Hofstaaten gab es deutlich weniger Ränge, in Sachsen nur fünf und in Bayern nur drei Ränge.
Gliederung mit Anzahl der Bediensteten des Hofstaats des Königs (ohne sonstige Familienhöfe, ohne Hofgesellschaft) in den Jahren 1864–1866:
1. Privatkanzlei des Königs, Vorleser, Bibliothek: 6 Personen
2. Hofmarschallamt: 117 Personen
  - Leitung: 2 Personen
  - Hofpagen: 26 Personen
  - Verwaltung, Kasse, Büro: 11 Personen
  - Schlossbau, Justiziariat, Ärzte: 13 Personen
  - Immobilienverwaltung (Vermögen und techn. Dienst): 42 Personen
  - persönliche Bedienstete (Küche, Kellerei etc.): 23 Personen
3. Gartenbau: 19 Personen
4. Marstall: 20 Personen
5. Hofjagdamt (einschl. „Entenfang“): 22 Personen
6. Hofmusik: 17 Personen
7. Schauspiel, Orchester, Ballett: 286 Personen

Dazu kamen 180 weitere persönliche Bedienstete von insgesamt 17 weiteren Familienhöfen.

Ansichten vom höfischen Leben unter König und Kaiser Wilhelm I.
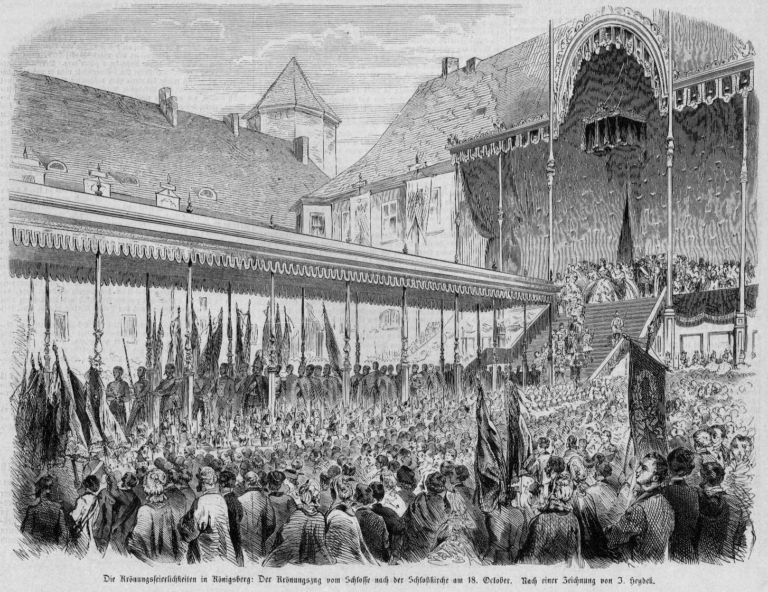
Huldigung König Wilhelms am 2. Januar 1861
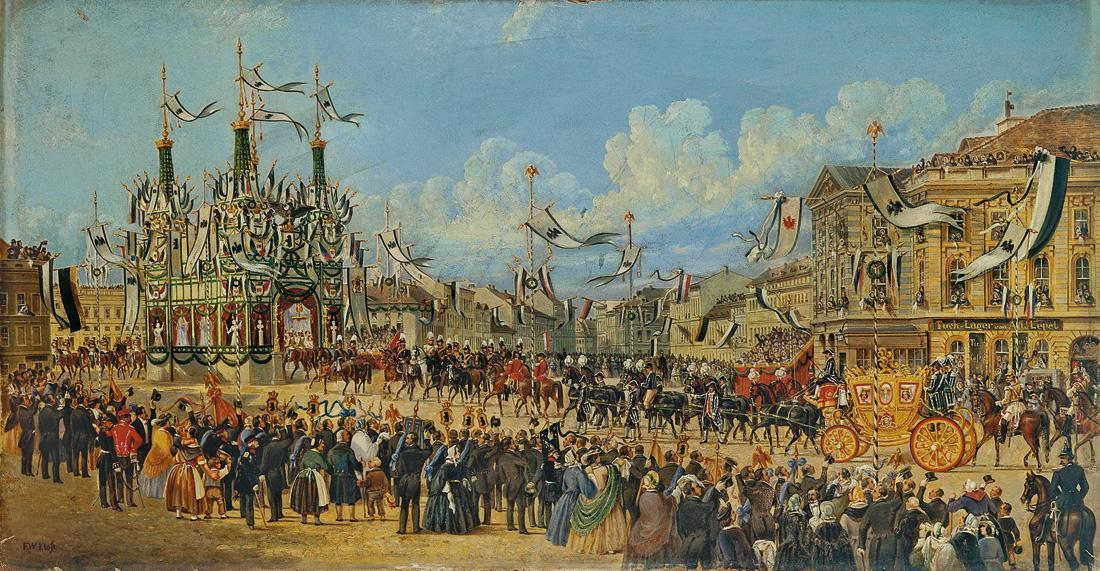
Einzug König Wilhelms I. in Berlin nach seiner Krönung in Königsberg
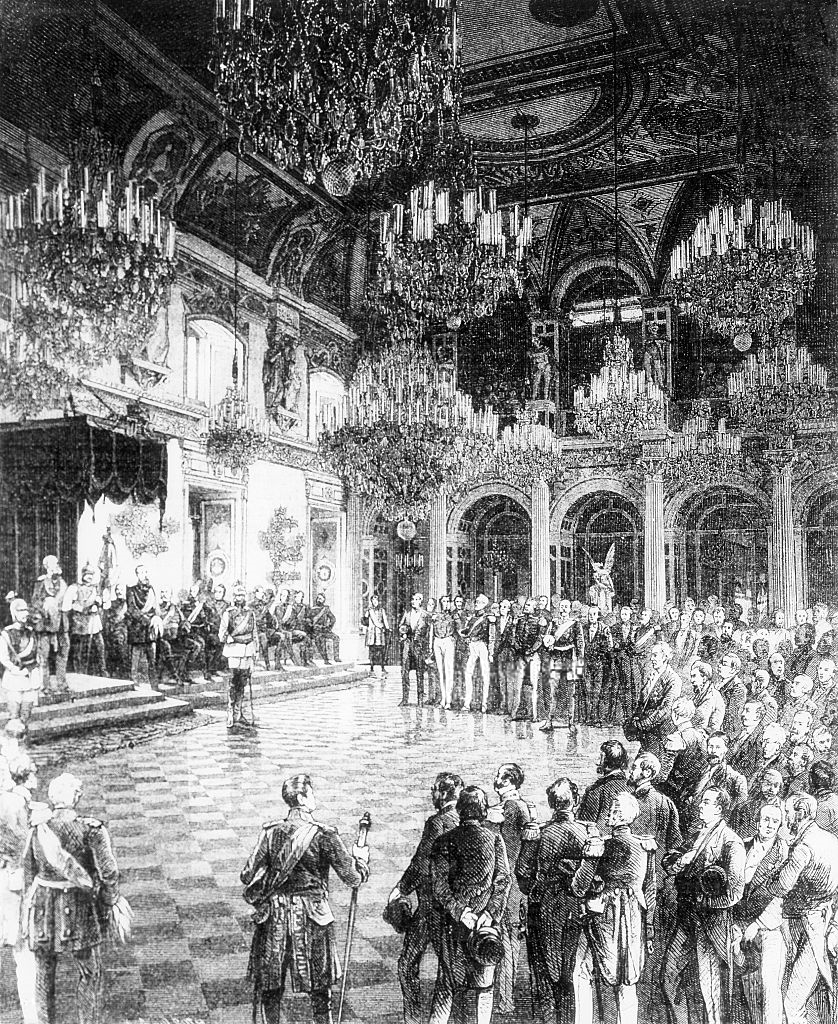
König Wilhelm I. Audienz im Weißen Saal des Berliner Schlosses, 1865
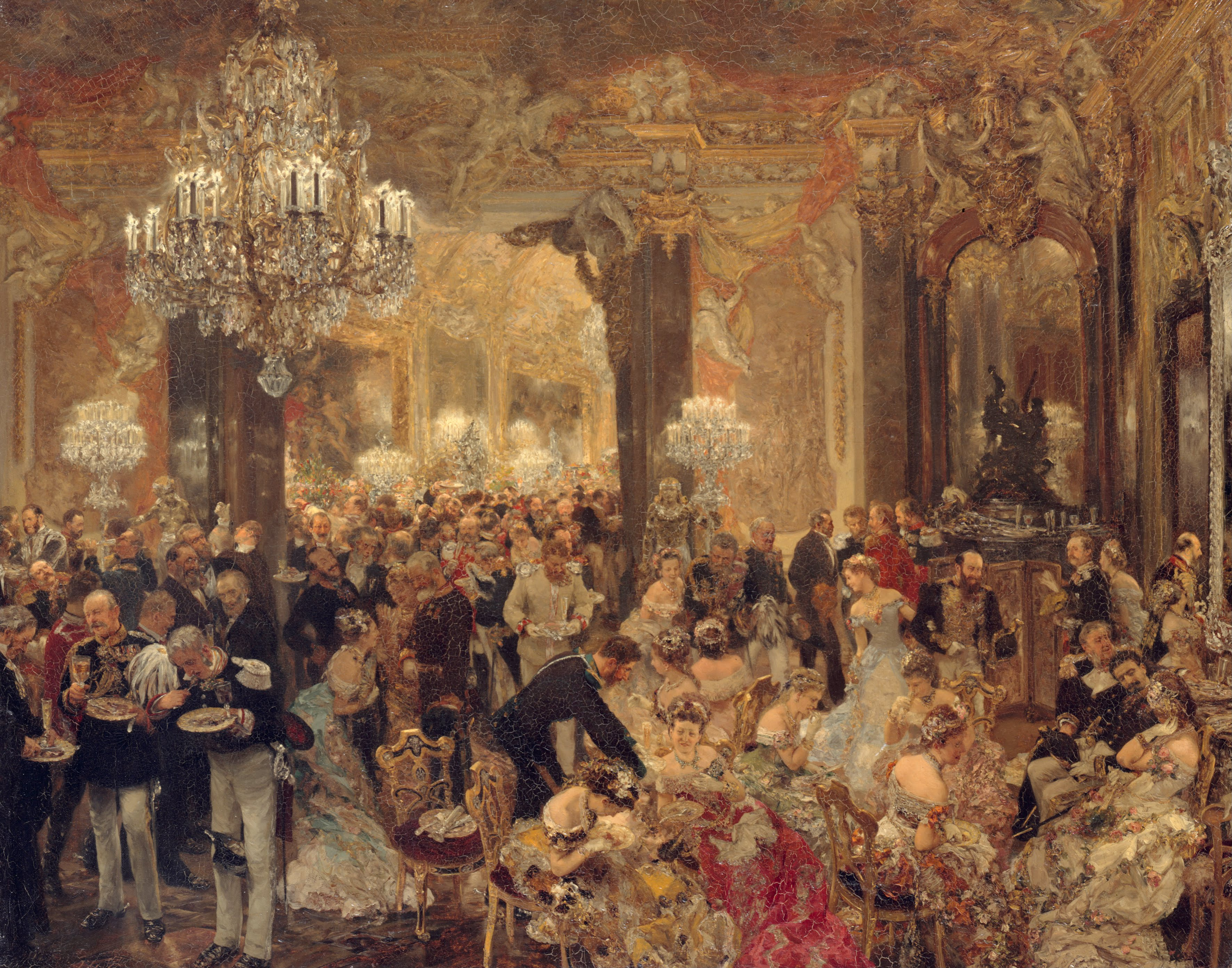
Das Ballsouper im Berliner Stadtschloss 1878
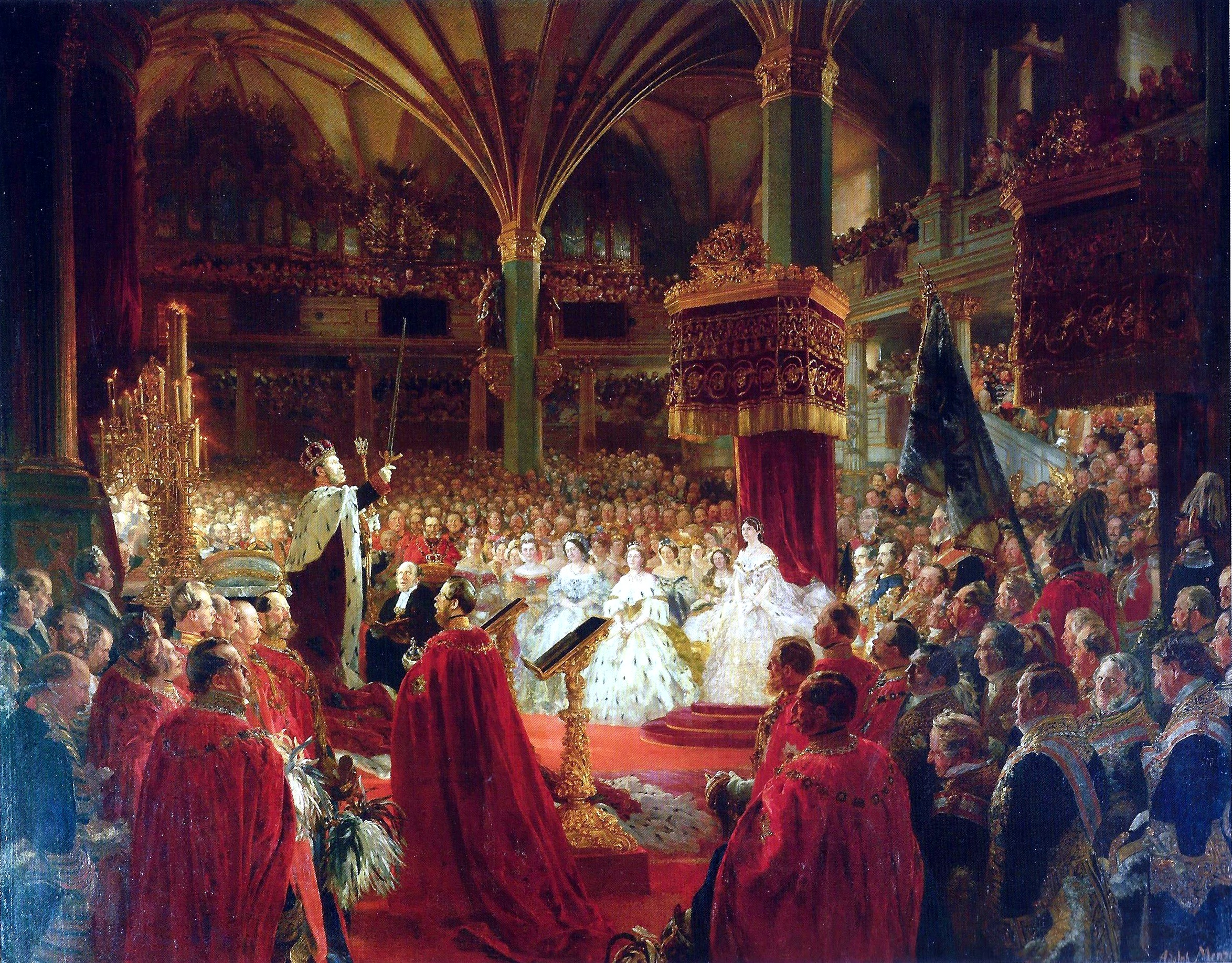
Krönung Wilhelms I. zum König in Königsberg, 1861
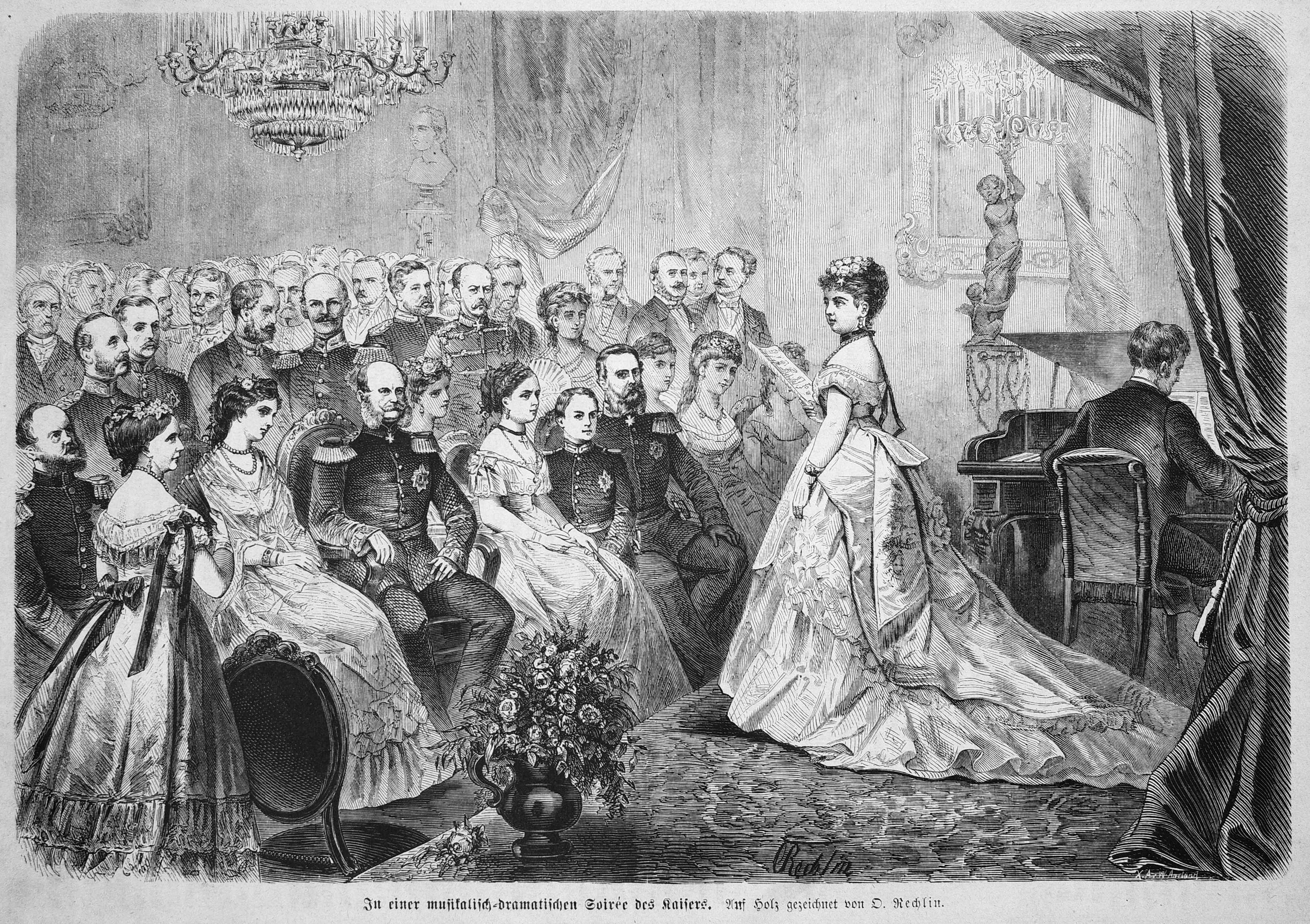
„In einer musikalisch-dramatischen Soirée des Kaisers. 1872“
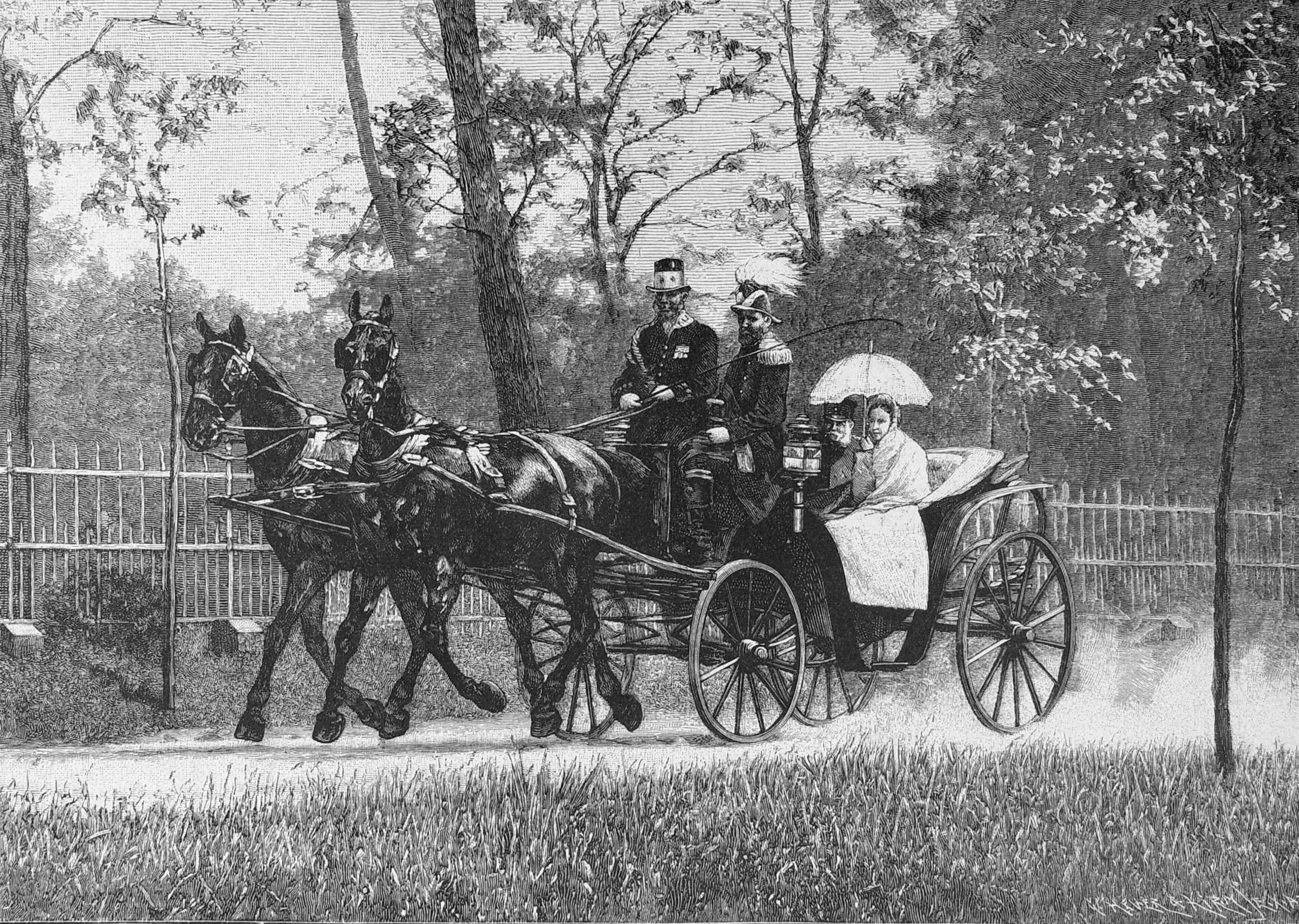
Kaiser Wilhelm und die Großherzogin von Baden im Park von Babelsberg. Nach einer Moment-Photographie von M. Ziedler
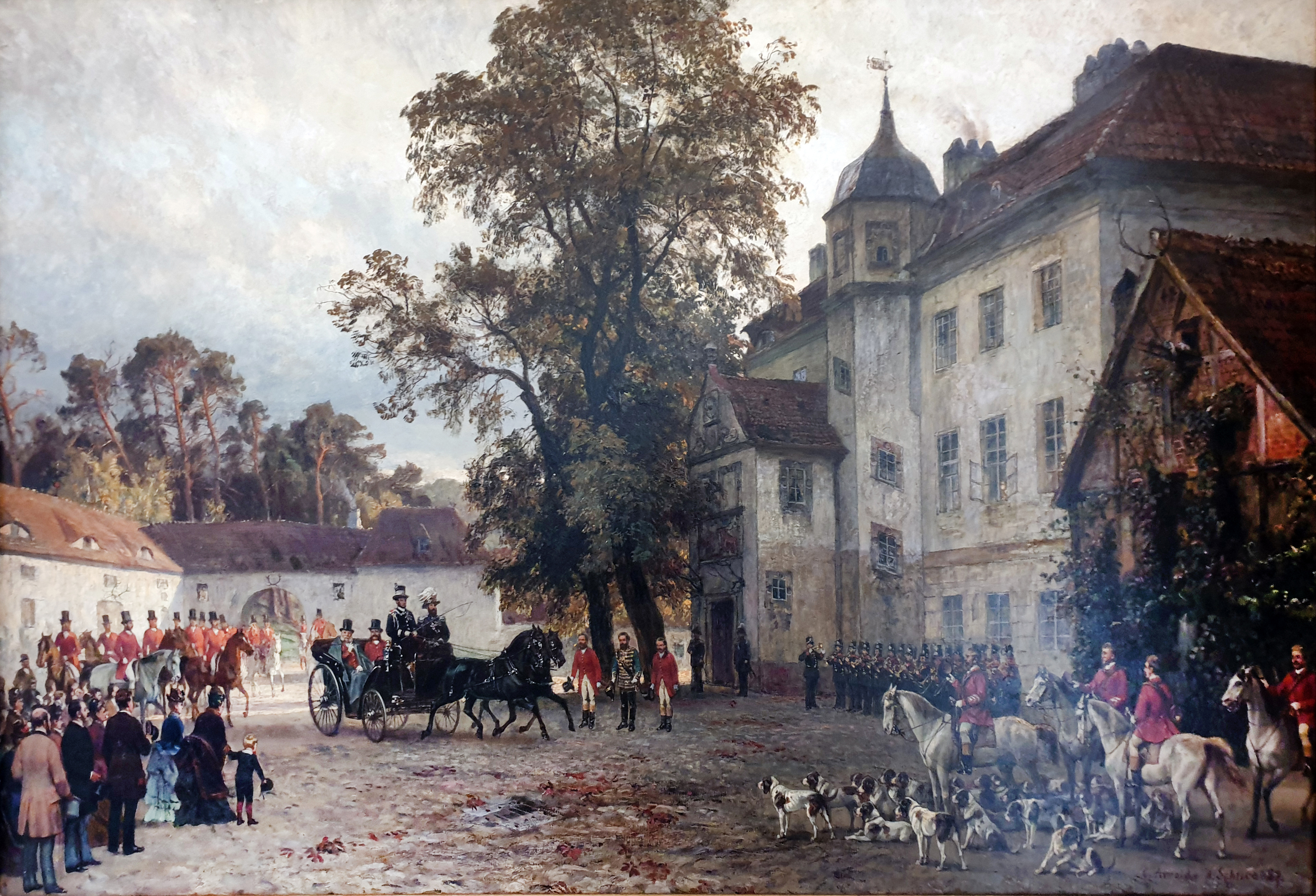
Ankunft Kaiser Wilhelms I. zur Roten Jagd Jagdschloss Grunewald 1887

### Wilhelm II. (1888–1918)

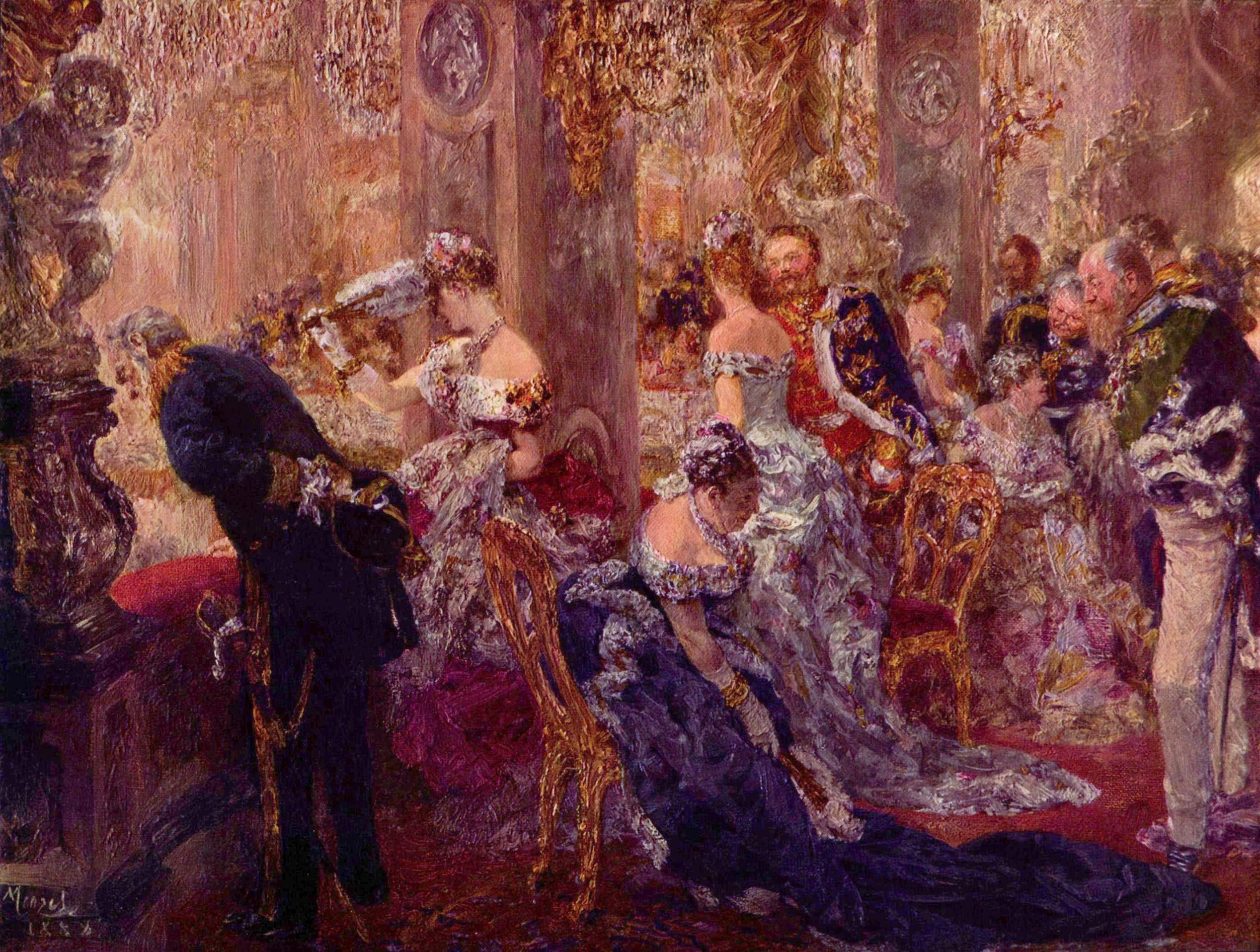
Im Weißen Saal Stadtschloss Berlin 1888

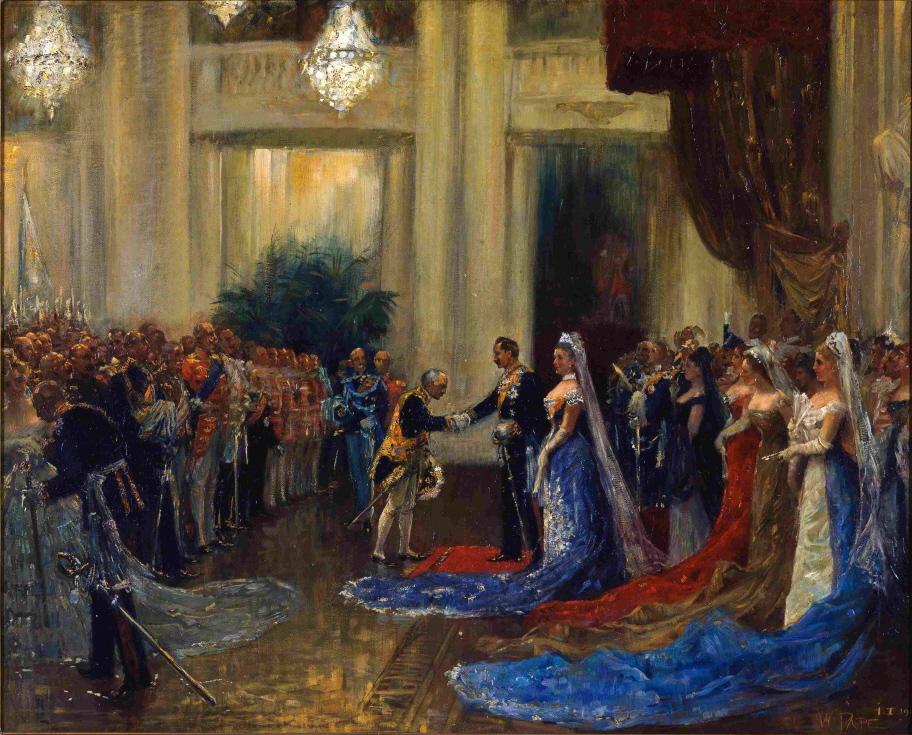
Neujahrsempfang Kaiser Wilhelm II. in der Knobelsdorff-Oper am 1. Januar 1901

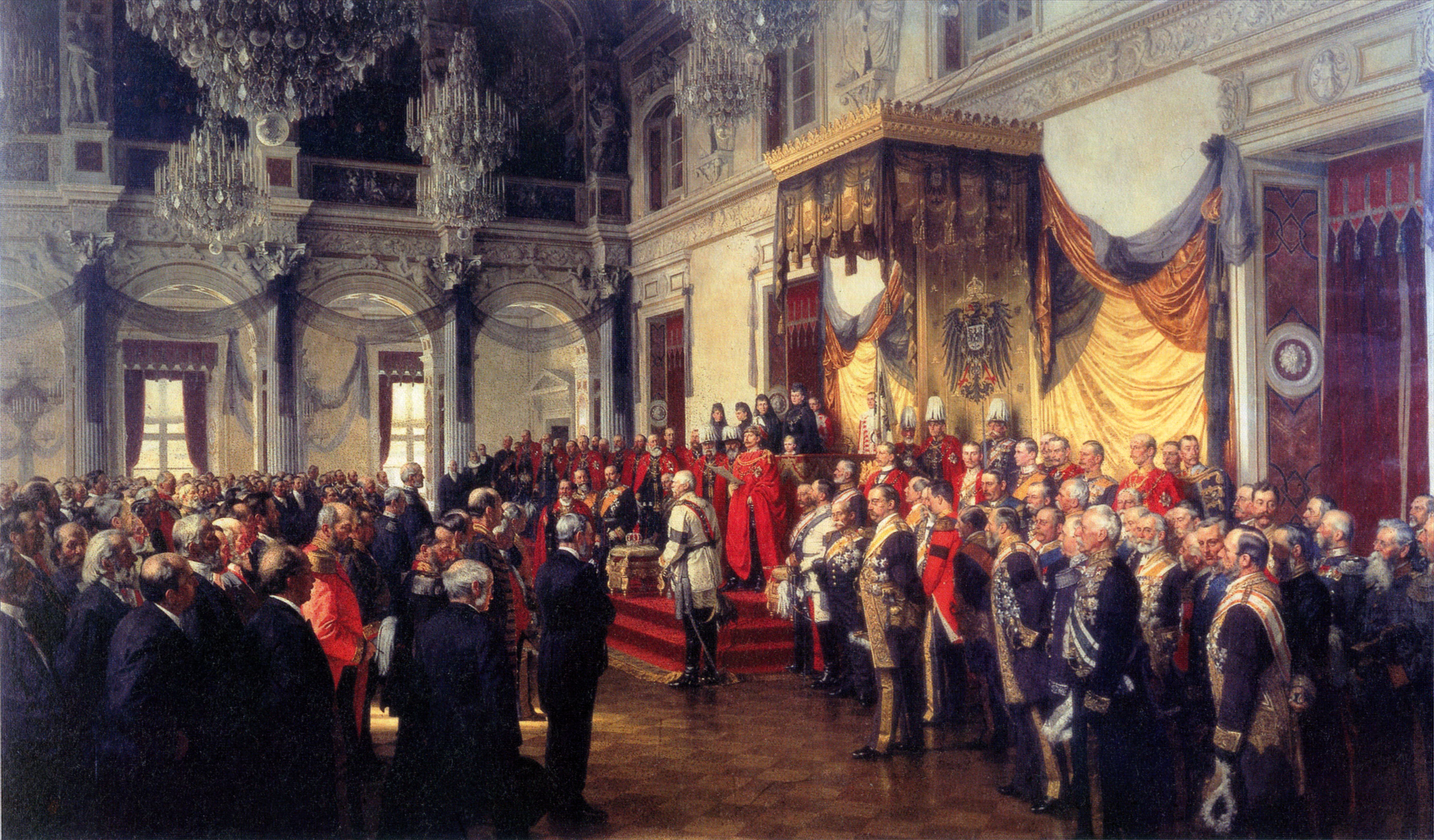
Die Eröffnung des deutschen Reichstages im Weißen Saal des Berliner Schlosses am 25. Juni 1888

Nach einer Zeit relativer Sparsamkeit erlebte der preußische Hof in den letzten Jahrzehnten des 19. Jahrhunderts noch einmal eine späte Blüte um die Person Kaiser Wilhelms II. Das neoabsolutistische „Luxurieren“ war ein Charakteristikum des Zweiten Deutschen Kaiserreichs. Der preußische König und deutsche Kaiser kompensierte so geschwundene Bedeutung und geringeren Einfluss auf das politisch-gesellschaftliche Geschehen. Der redebegabte Kaiser wurde bekannt für seine selbsterhöhenden Reden, Offizierskorps und Beamtenschaft waren durch höfischen Byzantinismus korrumpiert, die Hofgesellschaft galt in der Öffentlichkeit als skandalumwittert. Der Kaiser selbst war der reichste Mann seines Reichs; er besaß ein Privatvermögen von 140 Millionen Mark. Im globalen Vergleich stand der Kaiser an fünfter Stelle der reichsten Personen. Zum Privatbesitz des Kaisers zählten Ländereien (Domänen) mit einer Gesamtfläche von 1198,26 km² und einem Wert von 70 Millionen Mark. Er besaß zudem 53 Schlösser mit einem Wert von 40 Millionen Mark, über 40 von ihnen konnte er persönlich verfügen. Das fluide Handgeld des Kaisers wurde auf 20 Millionen Mark geschätzt. Die Hofaufwendungen wurden aus den Einkünften seiner Ländereien, Guthabenzinsen und den Zuwendungen aus dem vom preußischen Landtag verabschiedeten Staatshaushalt Preußens (Krondotation), nicht aber aus dem vom Reichstag bewilligten deutschen Staatshaushalt beglichen. Staatsgelder und Privatvermögen der Herrscherfamilie in Preußen waren, typisch für Mitteleuropa, vermischt. Im europäischen Vergleich waren die jährlichen staatlichen Zuweisungen für den preußischen Monarchen die höchsten. In Großbritannien waren diese zu der Zeit halb so hoch wie bei Kaiser Wilhelm II. Die 20 weiteren deutschen Höfe verfügten über staatliche Mittel in Höhe von zusammengerechnet 20 Millionen Mark im Jahr. Die im deutschen Kaiserreich insgesamt gezahlten 42,2 Millionen Mark entsprachen gegenüber Großbritannien dem Vierfachen der für die Monarchie aufgewendeten Steuermittel; auch weltweit hatte der preußische Hof hier eine Spitzenposition. Der Hof Wilhelms II. kostete mehr als die gesamtstaatlichen Institutionen des Reichskanzlers, der Reichskanzlei, des Auswärtigen Amts, des Kolonialamts und der Reichsjustizverwaltung, die der vom Reichstag bewilligte deutsche Staatshaushalt finanzierte. Auch der Hohenzollernprinz Heinrich war einer der reichsten Männer Deutschlands.
Das Neue Palais und das Berliner Stadtschloss waren die Hauptresidenzen Wilhelms II.; daneben hielt er sich auch längere Zeit auf den Schlössern Wilhelmshöhe bei Kassel und Schloss Homburg auf. Die Schlösser in den Provinzen dienten ihm als Absteigequartiere auf Reisen.
Trotz der durch die Verfassung geschmälerten Rolle der konstitutionellen Monarchie behielt der Hohenzollernhof bis zum Ersten Weltkrieg seine Rolle als Mittelpunkt des politischen und gesellschaftlichen Lebens. In den 1890er Jahren gab es einen Machtkampf zwischen Hof und Staat. Auch innerhalb der höfischen Gesellschaft kämpften verschiedene Gruppierungen um Einfluss, von denen das Militär schließlich die Oberhand gewann. Im letzten Jahr seines Bestehens hatte der Königshof 500 Beschäftigte, davon 40 Köche, dem Oberhofmarschall unterstanden 1918 zuletzt 617 Personen; „dekorative Hofwürdenträger“ hatten keine Aufgaben zu erfüllen, sondern erhielten eine Apanage als Belohnung. Bälle im Berliner Stadtschloss, im Hofopernhaus und im Hotel Kaiserhof dominierten das Leben der höfischen Gesellschaft. Im Berliner Schloss gab es auch Diners für Diplomaten, Generäle, Staatsminister, Chefs der Reichsämter und Mitglieder des Staatsrats. Anfang Januar war die Hochphase der jährlichen Hoffeierlichkeiten. Zu dieser Zeit reisten die geladenen Gäste aus der Provinz in die Hauptstadt. An solchen besonderen Tagen waren die Straßen zum Berliner Schloss mit Zehntausenden Zuschauern gesäumt. Die Institution „Preußischer Hof“ hatte sich am Ende ihres Bestehens überlebt, weite Kreise der preußisch-deutschen Gesellschaft kamen inzwischen ohne die höfische Stütze aus, obwohl viele Zeitgenossen für die glanzvoll inszenierte höfische Öffentlichkeit weiterhin empfänglich waren.